# Aurillac
Cet article possède des paronymes, voir Aurignac et Auxillac.
Pour les articles homonymes, voir Aurillac (homonymie).
Aurillac (/o.ʁi.jak/) est une commune française dans le département du Cantal dont elle est la préfecture, en région Auvergne-Rhône-Alpes.

## Géographie

### Localisation
À une moyenne de 680 mètres d'altitude, Aurillac est située au pied des monts du Cantal dans un petit bassin sédimentaire. Le « bassin d'Aurillac » se situe à l'intersection de plusieurs unités paysagères : à l'est, le massif cantalien composé d'une zone sommitale, en situation supra-forestière (hautes estives coiffées des crêtes qui constituent l’ossature et le centre géographique du massif), et d'un plateau entaillé par deux vallées qui débouchent toutes deux dans le bassin, la vallée de la Cère et de la Jordanne. Les vallées et gorges de la Cère traversent le bassin d'est en ouest. Au sud-ouest, la région est bordée par le plateau volcanique de Carladès et au sud par le plateau de la châtaigneraie cantalienne qui correspond à un socle cristallin.
La ville est construite sur les rives de la Jordanne, affluent de la Cère qui coule à proximité.
Les communes limitrophes sont Arpajon-sur-Cère, Giou-de-Mamou, Naucelles, Saint-Simon et Ytrac.
|       | Naucelles        | Saint-Simon   |
| Ytrac | Aurillac         | Giou-de-Mamou |
|       | Arpajon-sur-Cère |               |

### Géologie et relief

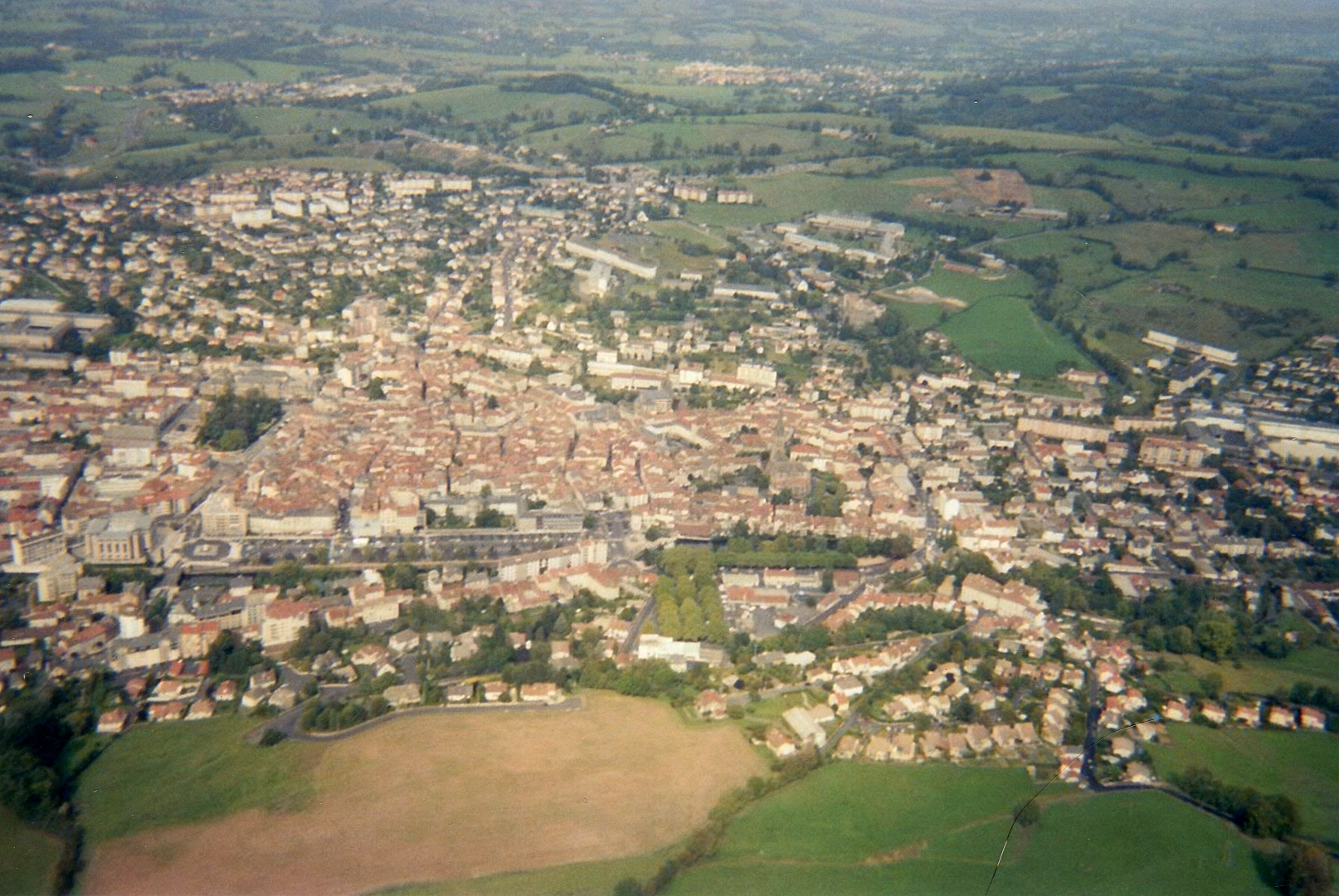
Butte-témoin calcaire boisée à la sortie de la ville à l'est.

Comme la Limagne, le bassin d'Aurillac est un fossé tectonique de subsidence qui apparaît à l'oligocène lorsque le socle granitique se disloque en contrecoup du plissement alpin. Il est comblé de sédiments d'origine continentale : le remblaiement est successivement détritique (graviers, sables argileux, argiles issues principalement de l'altération de la chaîne hercynienne pénéplanée), saumâtre (marnes), puis lacustre (calcaires). Les formations sédimentaires de ce bassin sont principalement des argiles sableuses sur lesquelles peuvent affleurer des calcaires, témoins de l'avancée marine oligocène (butte témoin de Puy de Careizac). Le Nord-Ouest du bassin est recouvert partiellement par un complexe de brèches volcaniques non stratifiées qui résulte des phases explosives (datées d'environ 8 millions d'années) liées à la mise en place du volcan cantalien. D'autres phases, parfois plus spectaculaires peuvent se lire et s'interpréter à partir des points les plus hauts de cette partie nord-ouest.

### Climat
Pour des articles plus généraux, voir Climat d'Auvergne-Rhône-Alpes et Climat du Cantal.
En 2010, le climat de la commune est de type climat des marges montargnardes, selon une étude du CNRS s'appuyant sur une série de données couvrant la période 1971-2000. En 2020, Météo-France publie une typologie des climats de la France métropolitaine dans laquelle la commune est exposée à un climat de montagne ou de marges de montagne et est dans la région climatique Ouest et nord-ouest du Massif Central, caractérisée par une pluviométrie annuelle de 900 à 1 500 mm, maximale en automne et en hiver. 
Pour la période 1971-2000, la température annuelle moyenne est de 10,2 °C, avec une amplitude thermique annuelle de 15,5 °C. Le cumul annuel moyen de précipitations est de 1 306 mm, avec 12,6 jours de précipitations en janvier et 7,9 jours en juillet. Pour la période 1991-2020, la température moyenne annuelle observée sur la station météorologique installée sur la commune est de 10,5 °C et le cumul annuel moyen de précipitations est de 1 134,7 mm,. Pour l'avenir, les paramètres climatiques de la commune estimés pour 2050 selon différents scénarios d'émission de gaz à effet de serre sont consultables sur un site dédié publié par Météo-France en novembre 2022.
| Mois                                  | jan.             | fév.          | mars             | avril           | mai             | juin           | jui.           | août           | sep.            | oct.          | nov.             | déc.            | année      |
| ------------------------------------- | ---------------- | ------------- | ---------------- | --------------- | --------------- | -------------- | -------------- | -------------- | --------------- | ------------- | ---------------- | --------------- | ---------- |
| Température minimale moyenne (°C)     | −0,5             | −0,8          | 1,7              | 4               | 7,6             | 10,7           | 12,5           | 12,4           | 9,1             | 6,9           | 2,8              | 0,3             | 5,6        |
| Température moyenne (°C)              | 3,2              | 3,6           | 6,8              | 9,2             | 13              | 16,5           | 18,5           | 18,5           | 14,8            | 11,5          | 6,7              | 4               | 10,5       |
| Température maximale moyenne (°C)     | 6,9              | 8,1           | 11,9             | 14,5            | 18,4            | 22,2           | 24,6           | 24,6           | 20,5            | 16,2          | 10,7             | 7,7             | 15,5       |
| Record de froid (°C) date du record   | −24,5 09.01.1985 | −18 12.02.12  | −15,2 05.03.1971 | −9,1 12.04.1986 | −2,5 05.05.1979 | 0,1 06.06.1989 | 2,4 03.07.1979 | 0,7 30.08.1986 | −2,9 21.09.1977 | −8,1 25.10.03 | −11,6 30.11.1978 | −15,9 24.12.01  | −24,5 1985 |
| Record de chaleur (°C) date du record | 19,6 01.01.22    | 23,3 27.02.19 | 23,5 15.03.12    | 26,5 07.04.11   | 31,8 21.05.22   | 38,1 27.06.19  | 38 30.07.1983  | 37,7 04.08.03  | 33,5 12.09.22   | 31,2 01.10.23 | 23,2 06.11.1992  | 20,7 29.12.1983 | 38,1 2019  |
| Ensoleillement (h)                    | 105,3            | 126,6         | 176,1            | 185,3           | 211,3           | 243,5          | 272,2          | 257,9          | 210,9           | 153,2         | 103,8            | 100,2           | 2 146,4    |
| Précipitations (mm)                   | 90               | 76,5          | 79,4             | 108,5           | 107,4           | 82,3           | 70,8           | 88,4           | 106,9           | 100,5         | 117,8            | 106,2           | 1 134,7    |

## Urbanisme

### Typologie
Au 1er janvier 2024, Aurillac est catégorisée centre urbain intermédiaire, selon la nouvelle grille communale de densité à 7 niveaux définie par l'Insee en 2022.
Elle appartient à l'unité urbaine d'Aurillac, une agglomération intra-départementale dont elle est ville-centre,. Par ailleurs la commune fait partie de l'aire d'attraction d'Aurillac, dont elle est la commune-centre,. Cette aire, qui regroupe 85 communes, est catégorisée dans les aires de 50 000 à moins de 200 000 habitants,.

### Occupation des sols
L'occupation des sols de la commune, telle qu'elle ressort de la base de données européenne d’occupation biophysique des sols Corine Land Cover (CLC), est marquée par l'importance des territoires agricoles (60 % en 2018), en diminution par rapport à 1990 (62,8 %). La répartition détaillée en 2018 est la suivante : prairies (44,5 %), zones urbanisées (26,5 %), zones agricoles hétérogènes (15,5 %), zones industrielles ou commerciales et réseaux de communication (12 %), forêts (1,6 %). L'évolution de l’occupation des sols de la commune et de ses infrastructures peut être observée sur les différentes représentations cartographiques du territoire : la carte de Cassini (XVIIIe siècle), la carte d'état-major (1820-1866) et les cartes ou photos aériennes de l'IGN pour la période actuelle (1950 à aujourd'hui).

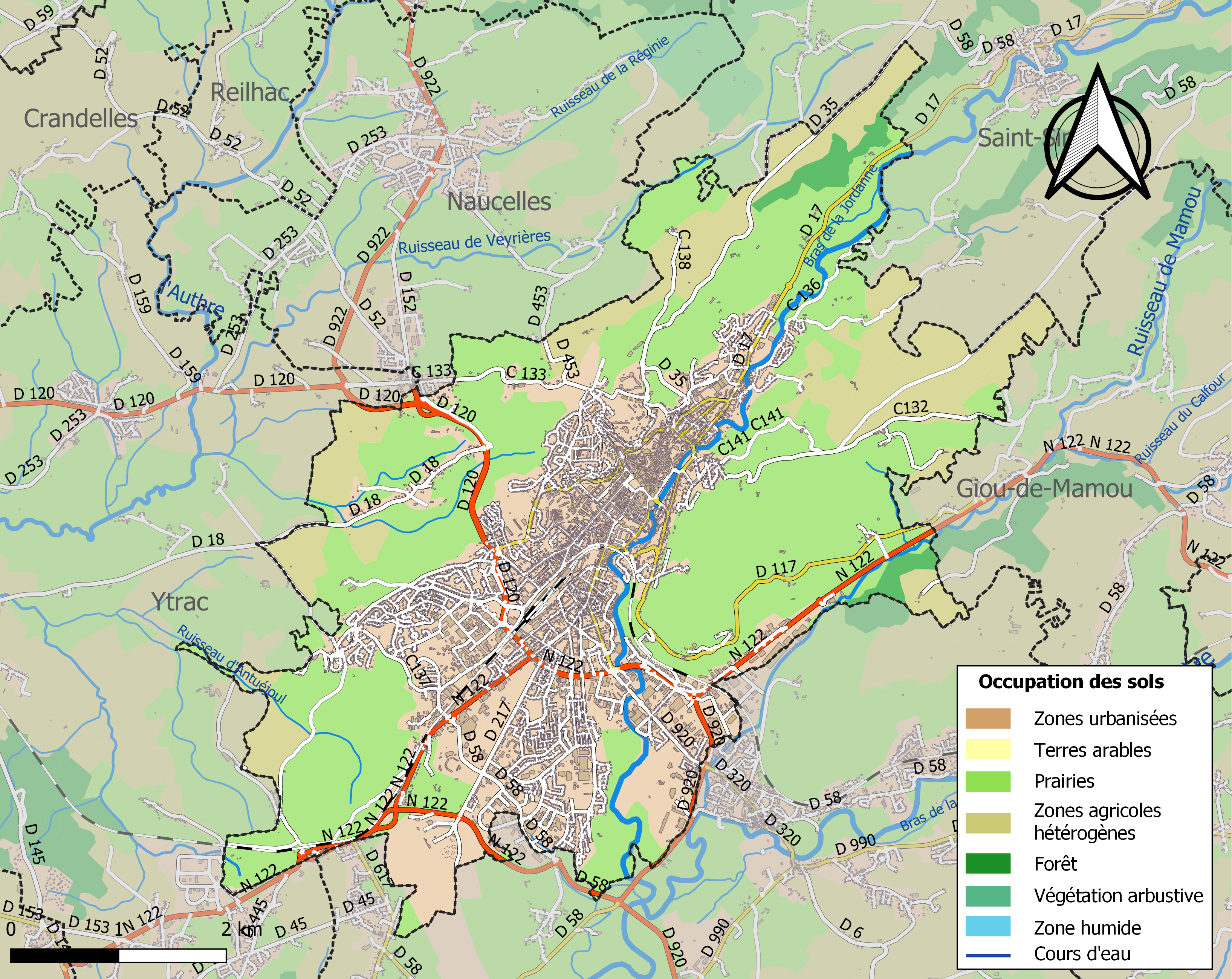
Carte des infrastructures et de l'occupation des sols de la commune en 2018 (CLC).

### Lieux-dits, hameaux et écarts
- Boudieu, sur la RN 122, dite route de Sansac-de-Marmiesse ou de Toulouse, se trouve être une ferme : une maison de ferme, bourgeoise des années 1900 et trois bâtiments agricoles, aussi une maison des années 1980.
- Boudieu Bas, sur la RN 122, est un ensemble de maisons construites dès les années 1960 et quelques bâtiments à usage commercial ou artisanal.
- Guéret, sur la RN 122, est une ferme avec deux maisons et deux bâtiments agricoles. Ce hameau est traversé par l'ancien chemin vicinal allant de l'ancien lieu-dit « Julien », dont persiste le nom pour le pont SNCF : « pont de Julien » ; et allant jusqu'au château de Tronquières. Le lieu-dit de Julien se trouve dans l'agglomération d'Aurillac, sur l'avenue Charles-de-Gaulle, face au Centre médico-chirurgical (CMC). Cette ferme, avec maison et grange, a été absorbée par la ville à la création du quartier dans les années 1970 et jusqu'au milieu des années 1980. Le bâtiment à usage agricole a été détruit pour laisser place à un magasin.
- La Sablière, sur la RN 122, est un ensemble d'habitations à grande majorité des années 1980. À l'origine, il n'y avait qu'une ferme. Ce lieu-dit est sur deux communes Aurillac et Arpajon-sur-Cère. D'ailleurs, la majorité des constructions se trouvent être sur le territoire de cette dernière commune.
- Le Barra, près de l'avenue Aristide-Briand, ou dite Ancienne route de Vic ou ancienne RN 120. Il s'agit d'une ferme et habitations.
- Les Quatre Chemins, sur les RD 120 et RD 922, limite des communes d'Aurillac, Naucelles et Ytrac. C'est un ensemble de constructions à usage commercial ou d'habitation sur un carrefour de deux anciennes routes nationales, la 120 et la 126.
- Tronquières, sur une avenue, à l'origine, lieu d'une exploitation agricole avec son château, la maison de ferme et bâtiments agricoles (détruits en 2011). Aujourd'hui, les lieux sont un ensemble de logements spécialisés dans l'aide à l'insertion de handicapés (ADAPEI) et l'aéroport de la ville : Aurillac-Tronquières. De même, se trouve l'aire d'accueil des gens du voyage et l'ancien centre d'enfouissement d'ordures ménagères. Avant la construction de l'aéroport, les prairies étaient des terres de pacage estival pour les fermes des alentours, dont la ferme de Boudieu.

Le relief contraignant sur la partie nord et les réseaux d’infrastructures existants ont orienté l’urbanisation originelle. Un développement qui s’est d’abord fait selon un axe nord-est - sud-ouest dans les années 1980-1990, qui aujourd'hui forme un croissant sud–est, nord-ouest (suivant les voies de communication RN 120/RD 920).

### Logement
En 2021, le nombre total de logements dans la commune était de 17 438, alors qu'il était de 17 032 en 2015 et de 16 812 en 2010.
Parmi ces logements, 81,4 % étaient des résidences principales, 4,5 % des résidences secondaires et 14,1 % des logements vacants. Ces logements étaient pour 28,1 % d'entre eux des maisons individuelles et pour 71,7 % des appartements.
Le tableau ci-dessous présente la typologie des logements à Aurillac en 2021 en comparaison avec celle du Cantal et celle de la France entière. Une caractéristique marquante du parc de logements est ainsi une proportion de résidences secondaires et logements occasionnels (4,5 %) inférieure à celle du département (20,6 %) et à celle de la France entière (9,7 %). Concernant le statut d'occupation des résidences principales, 47,9 % des habitants de la commune sont propriétaires de leur logement (49,2 % en 2015), contre 70,8 % pour le Cantal et 57,5 pour la France entière.
| Typologie                                               | Aurillac | Cantal | France entière |
| ------------------------------------------------------- | -------- | ------ | -------------- |
| Résidences principales (en %)                           | 81,4     | 67,8   | 82,2           |
| Résidences secondaires et logements occasionnels (en %) | 4,5      | 20,6   | 9,7            |
| Logements vacants (en %)                                | 14,1     | 11,7   | 8,1            |

### Voies de communication et transports
Par la route, la ville est desservie par la route nationale 122, qui relie l'autoroute A75 à Figeac. La RD 120 (ex-RN 120) se dirigeant vers l'ouest de la ville la relie à Tulle ainsi qu'aux autoroutes A2 0 et A 89. Des travaux intéressants ont été réalisés sur la portion Pont d'Orgon - Corrèze et permettant de gagner de précieuses minutes pour désenclaver vers l'ouest.
Par le rail, la gare d'Aurillac se situe sur la ligne de Figeac à Arvant et est desservie par des TER Auvergne-Rhône-Alpes qui se rendent vers Toulouse-Matabiau, Clermont-Ferrand et Brive-la-Gaillarde. Une ligne Intercités de nuit permet, à partir de décembre 2023, de relier Aurillac à Paris-Austerlitz via Brive-la-Gaillarde. 
L'aéroport d'Aurillac est relié à Paris-Orly par trois vols quotidiens par la compagnie aérienne Chalair Aviation. Cette liaison était assurée, jusqu'à fin mai 2023, par la compagnie Air France Hop.

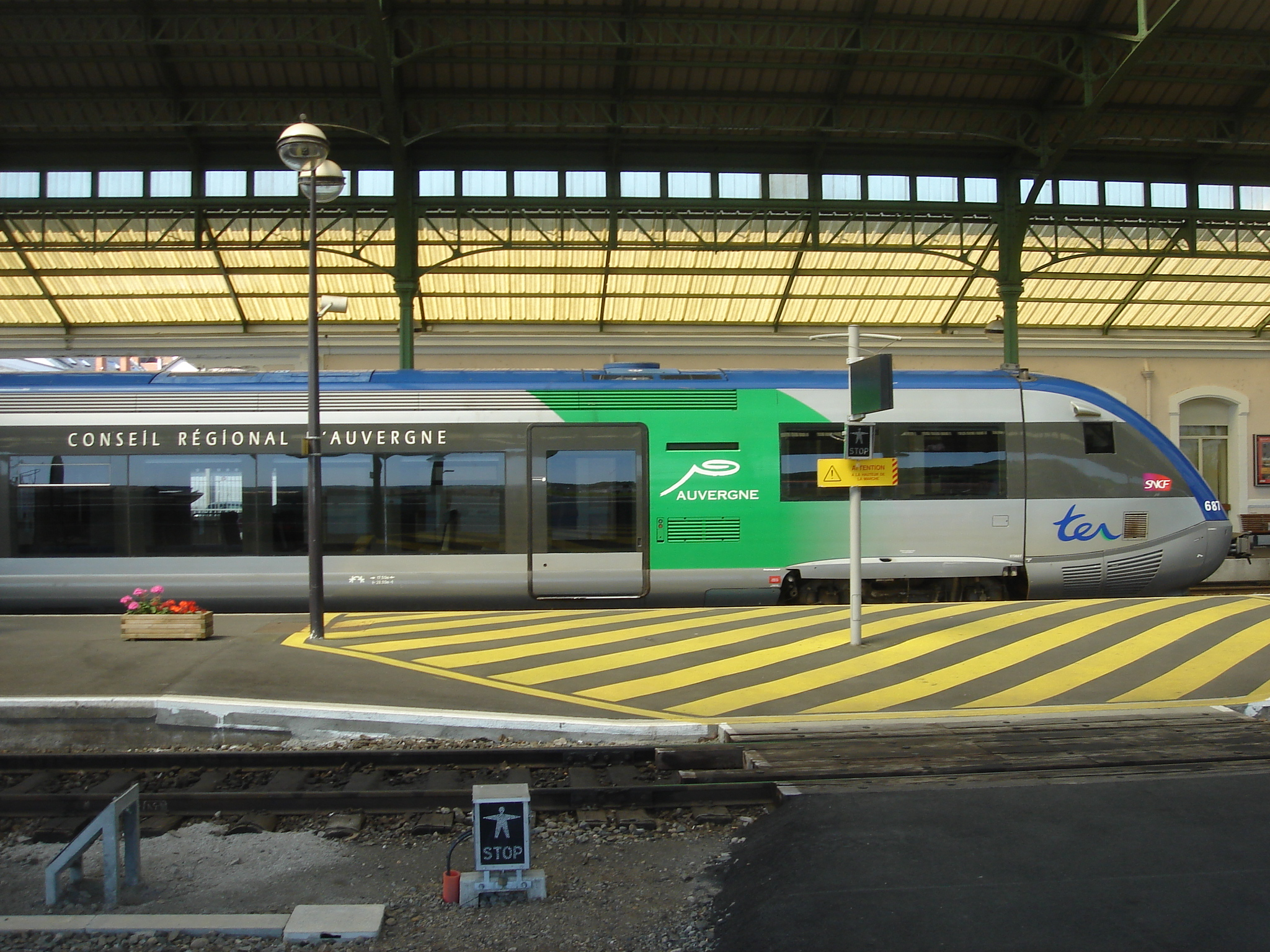
TER en gare d'Aurillac.
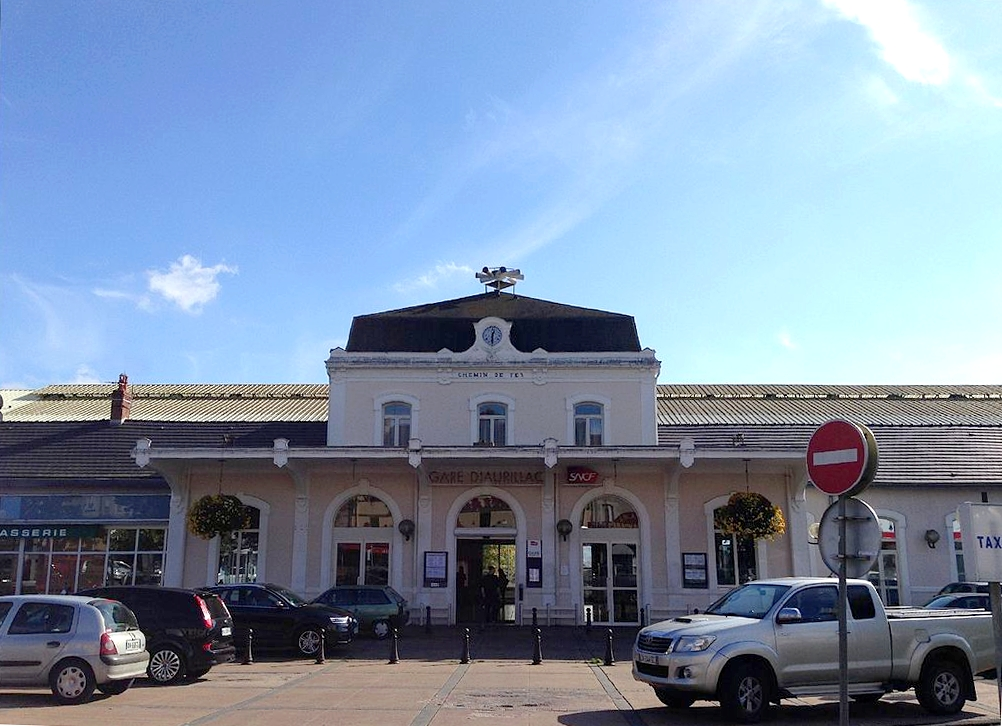
Gare SNCF d'Aurillac.
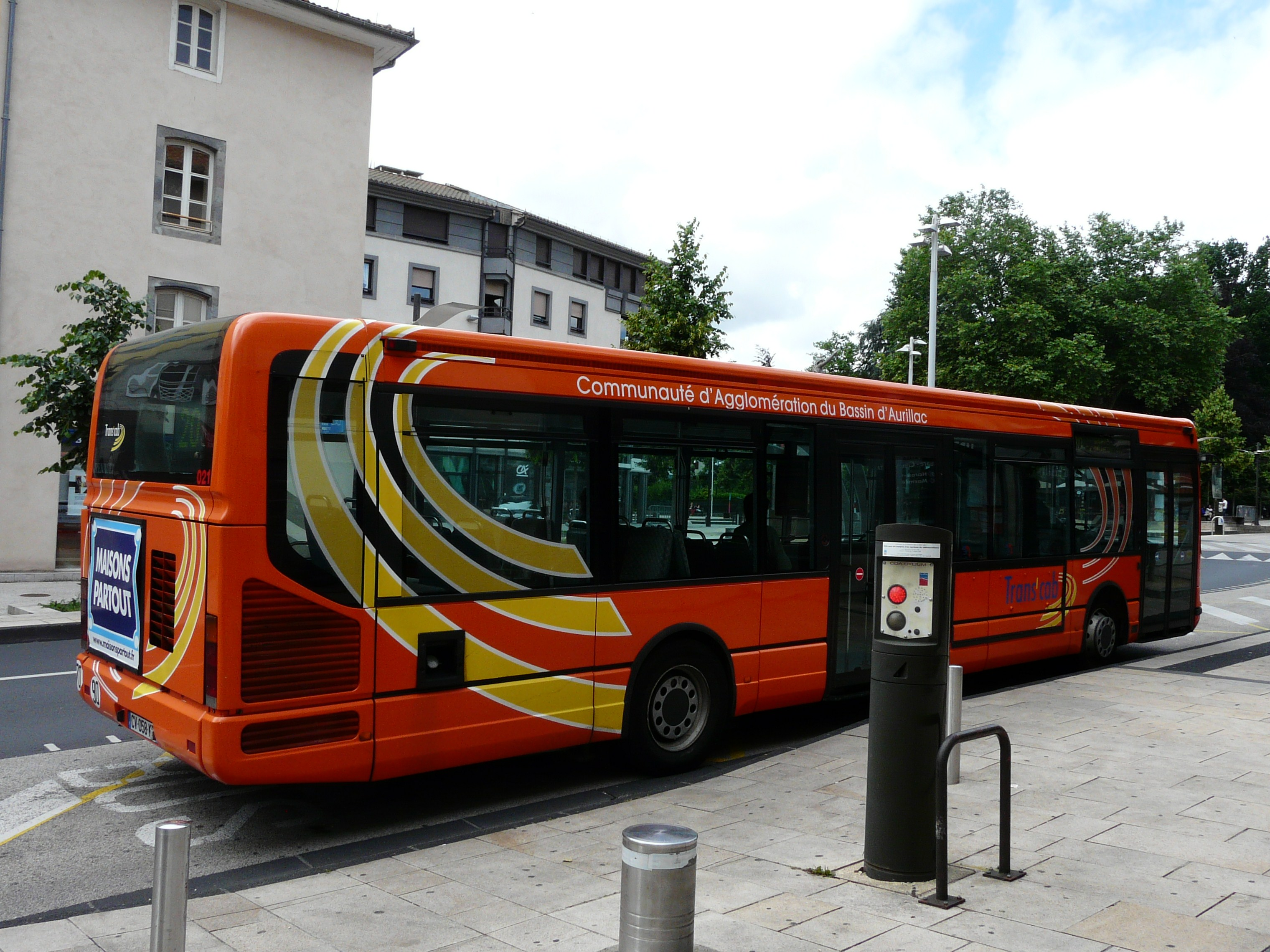
Bus de la communauté d'agglomération d'Aurillac.
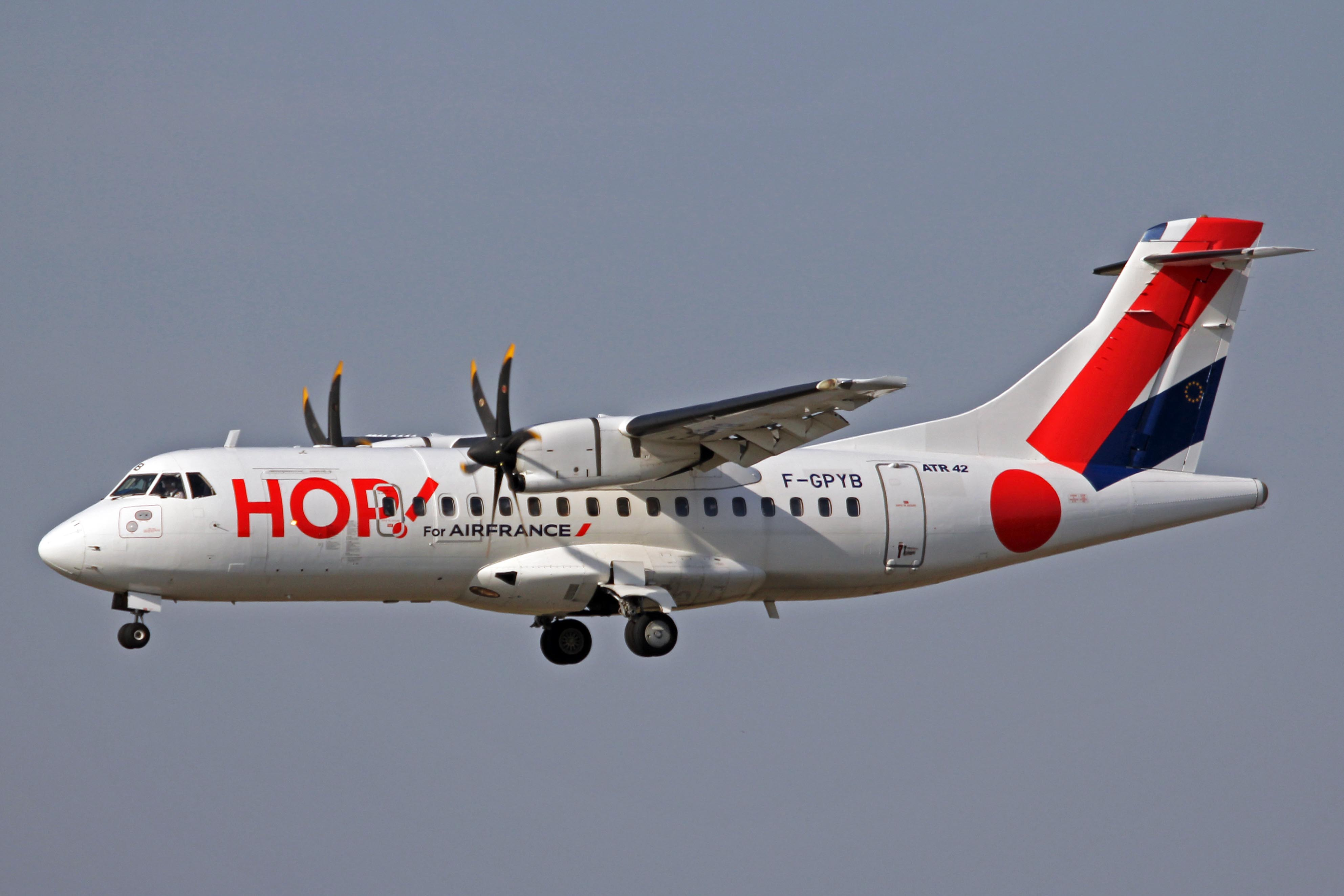
Avion ATR 42 de la compagnie Air France Hop.

## Toponymie
Le nom de la localité est attesté sous les formes Aureliacus en 899 et / ou en 984; Aorllac en 1230 ; Orlhac (sans date).
Il s'agit d'une formation toponymique gallo-romaine composé du nom du propriétaire Aurelius,, anthroponyme latin (ce qui ne signifie pas que le personnage est originaire d'Italie), suivi du suffixe -(i)acum,, d’origine gauloise, marquant l'emplacement ou la propriété. D'où le sens global de « propriété d'Aurelius » ou « domaine d'Aurelius ».
Homonymie avec Orliac (Dordogne, Orlhac XIIIe siècle) ; Orly (Val-de-Marne, Aureliacum 774 - 780) dans le domaine d'oïl, etc..
La ville se nomme Orlhac en occitan aurillacois.

## Histoire
À l'époque gauloise, le site régional primitif de la cité était probablement sur les hauteurs qui dominent la ville à Saint-Jean-de-Dône (Dône < dunum) et que, comme la plupart des oppida, il a été abandonné après la conquête romaine au profit d'une ville nouvelle établie dans la plaine. Le retour de l'insécurité du Bas-Empire, suscite le mouvement d'enchâtellement : un nouveau site fortifié est établi à mi-pente entre l'ancien oppidum et l'ancienne ville gallo-romaine, là où se trouve aujourd'hui le château Saint-Étienne. Le fanum d'Aron construit au Ier siècle est découvert en 1977 à Lescudillier.
L'histoire de la ville n'est connue qu'à partir de 856, année de naissance du comte Géraud d'Aurillac, au château dont son père, nommé aussi Géraud, était le seigneur. Vers 885, celui-ci fonde une abbaye bénédictine qui porte son nom.
C’est dans ce monastère, reconstruit au XIe siècle, qu’étudie Gerbert, premier pape français sous le nom de Sylvestre II.
La ville s’est constituée sur un territoire de sauveté, situé entre quatre croix et fondée en 898 par Géraud, peu après l'abbaye. De forme circulaire, la première unité urbaine s'est formée à proximité immédiate de l’abbaye d'Aurillac. Géraud meurt vers 910 ; son rayonnement est tel qu’au fil des siècles, Géraud est resté un prénom de baptême répandu dans la population d'Aurillac et des environs.

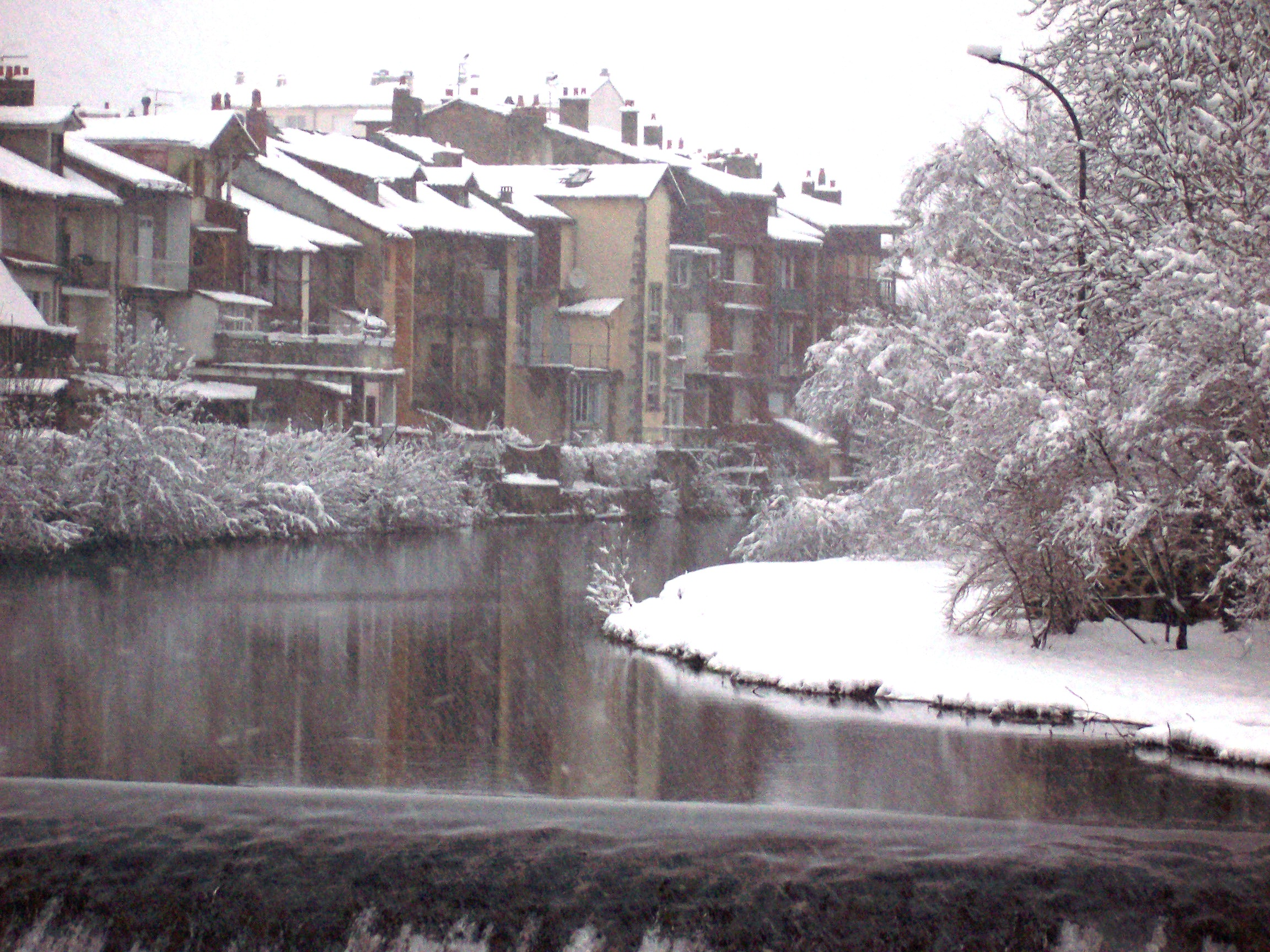
Aurillac. Maisons au bord de la Jordanne.

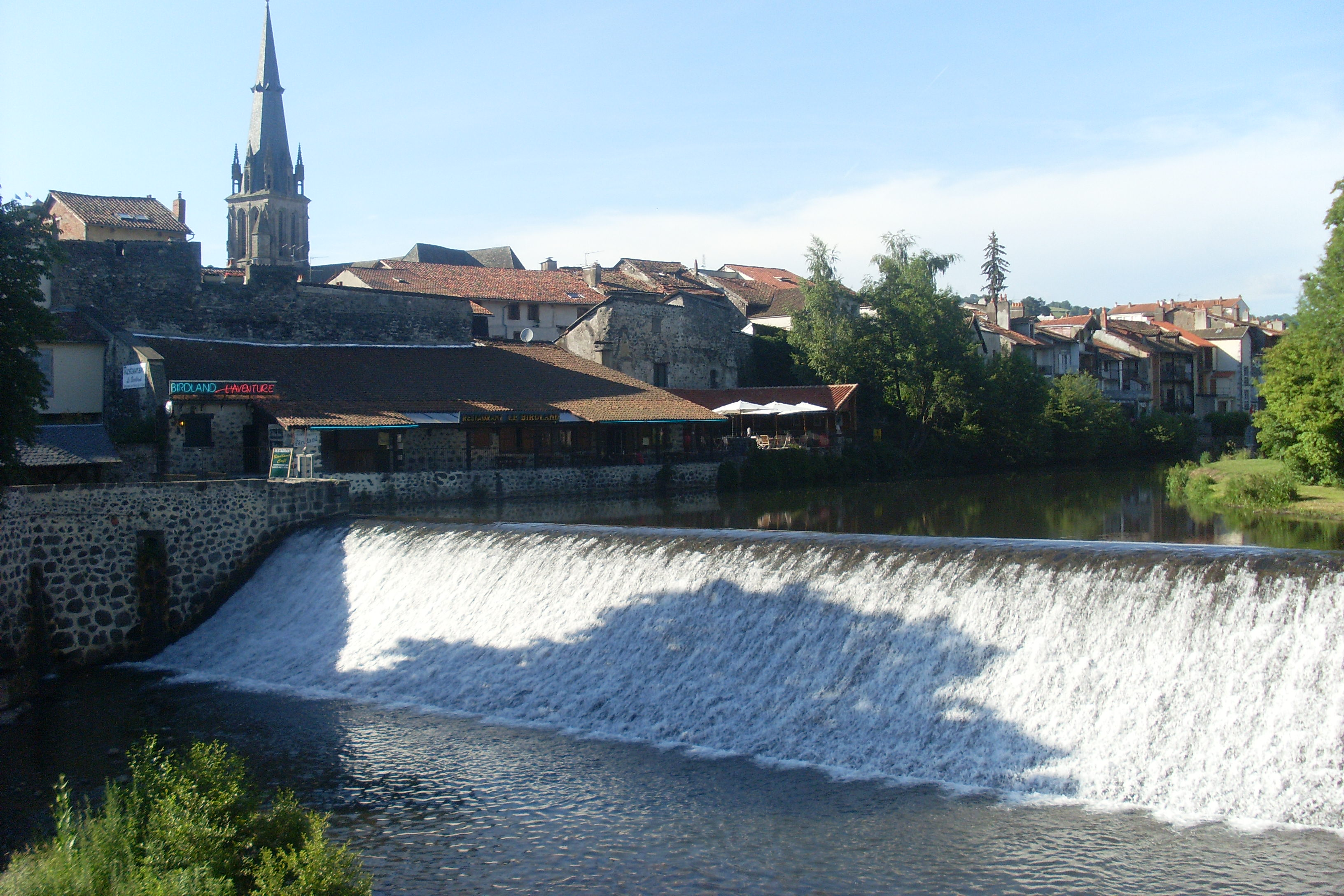
La Jordanne vue du Pont Rouge.

C’est au XIIIe siècle que sont documentées les coutumes municipales grâce à un conflit entre les consuls et les abbés. Après la prise du château Saint-Étienne en 1255 et deux sentences arbitrales appelées les Paix d'Aurillac, les relations se normalisent.
Aux XIIIe et XIVe siècles, Aurillac soutient plusieurs sièges contre les Anglais et au XVIe siècle, continue à subir les guerres civiles et religieuses.
L'influence de l'abbaye décline avec sa sécularisation et sa mise en commende.
En 1569, la ville est livrée par trahison aux protestants, les habitants torturés, rançonnés et l'abbaye saccagée. Toute sa bibliothèque et toutes ses archives sont brûlées.
Avant la Révolution, Aurillac abrite un présidial et porte le titre de capitale de la Haute-Auvergne. En 1794, après une période d'alternance avec Saint-Flour, Aurillac devient définitivement le chef-lieu du Cantal.
L'arrivée de la voie ferrée, en 1866, accélère le développement de la cité.
Au premier recensement, en 1759, Aurillac comptait 6 268 habitants, elle en compte aujourd'hui environ 25 000.

## Politique et administration

### Administration municipale
Le nombre d'habitants au recensement de 2017 étant compris entre 20 000 habitants et 29 999 habitants, le nombre de membres du conseil municipal pour l'élection de 2020 est de trente-cinq.

### Rattachements administratifs et électoraux
Aurillac est chef-lieu du département du Cantal (siège de la préfecture), de l'arrondissement d'Aurillac, siège de la communauté d'agglomération Aurillac Agglomération et bureau centralisateur de trois cantons depuis le redécoupage cantonal de 2014 :
- Canton d'Aurillac-1 : 10 343 hab. dont 6 021 d'Aurillac (2021) ;
- Canton d'Aurillac-2 : 9 646 hab. d'Aurillac (2021) ;
- Canton d'Aurillac-3 : 10 148 hab. d'Aurillac (2021) .

### Tendances politiques et résultats

#### Récapitulatif de résultats électoraux récents
| Scrutin             | 1er tour | 1er tour          | 1er tour | 1er tour | 1er tour | 1er tour | 1er tour | 1er tour  | 1er tour | 1er tour  | 1er tour  | 1er tour  | 2d tour     | 2d tour           | 2d tour     | 2d tour     | 2d tour      | 2d tour     | 2d tour     | 2d tour     | 2d tour     |
| Scrutin             | 1er      | 1er               | %        | 2e       | 2e       | %        | 3e       | 3e        | %        | 4e        | 4e        | %         | 1er         | 1er               | %           | 2e          | 2e           | %           | 3e          | 3e          | %           |
| ------------------- | -------- | ----------------- | -------- | -------- | -------- | -------- | -------- | --------- | -------- | --------- | --------- | --------- | ----------- | ----------------- | ----------- | ----------- | ------------ | ----------- | ----------- | ----------- | ----------- |
| Présidentielle 2017 |          | EM                | 31,86    |          | LFI      | 19,97    |          | LR        | 19,24    |           | FN        | 13,43     |             | EM                | 78,10       |             | FN           | 21,90       | Pas de 3e   | Pas de 3e   | Pas de 3e   |
| Législatives 2017   |          | LREM              | 39,35    |          | LR       | 26,99    |          | LFI       | 11,99    |           | EELV-PS   | 7,11      |             | LREM              | 54,19       |             | LR           | 45,81       | Pas de 3e   | Pas de 3e   | Pas de 3e   |
| Européennes 2019    |          | LREM              | 25,48    |          | RN       | 16,40    |          | EELV      | 12,20    |           | LR        | 10,91     | Tour unique | Tour unique       | Tour unique | Tour unique | Tour unique  | Tour unique | Tour unique | Tour unique | Tour unique |
| Municipales 2020    |          | PS-PCF-EELV-MoDem | 48,01    |          | LR       | 42,35    |          | MRSL-LREM | 9,64     | Pas de 4e | Pas de 4e | Pas de 4e |             | PS-PCF-EELV-MoDem | 59,24       |             | LR-MRSL-LREM | 40,75       | Pas de 3e   | Pas de 3e   | Pas de 3e   |
| Régionales 2021     |          | LR                | 49,79    |          | PS       | 18,02    |          | EELV      | 10,46    |           | LREM      | 6,97      |             | LR                | 58,10       |             | PS           | 36,07       |             | RN          | 5,83        |
| Présidentielle 2022 |          | LREM              | 32,12    |          | LFI      | 19,68    |          | RN        | 18,37    |           | LR        | 5,84      |             | LREM              | 67,37       |             | RN           | 32,63       | Pas de 3e   | Pas de 3e   | Pas de 3e   |
| Législatives 2022   |          | LR                | 34,03    |          | ENS      | 24,58    |          | NUPES     | 23,99    |           | RN        | 9,42      |             | LR                | 63,08       |             | ENS          | 36,92       | Pas de 3e   | Pas de 3e   | Pas de 3e   |
| Européennes 2024    |          | RN                | 25,72    |          | UG       | 19,50    |          | ENS       | 16,74    |           | LR        | 9,63      | Tour unique | Tour unique       | Tour unique | Tour unique | Tour unique  | Tour unique | Tour unique | Tour unique | Tour unique |
| Législatives 2024   |          | DVD               | 33,06    |          | UG       | 31,89    |          | RN        | 24,39    |           | HOR       | 8,41      |             | DVD               | 72,11       |             | RN           | 27,89       | Pas de 3e   | Pas de 3e   | Pas de 3e   |

### Politique de développement durable
La ville a engagé une politique de développement durable en lançant une démarche d'Agenda 21 en 2009.

### Budget et fiscalité 2015
En 2015, le budget de la commune était constitué ainsi :
- total des produits de fonctionnement : 40 215 000 €, soit 1 394 € par habitant ;
- total des charges de fonctionnement : 35 495 000 €, soit 1 230 € par habitant ;
- total des ressources d'investissement : 13 766 000 €, soit 477 € par habitant ;
- total des emplois d'investissement : 12 286 000 €, soit 426 € par habitant ;
- endettement : 25 276 000 €, soit 876 € par habitant.

Avec les taux de fiscalité suivants :
- taxe d'habitation : 21,77 % ;
- taxe foncière sur les propriétés bâties : 27,94 % ;
- taxe foncière sur les propriétés non bâties : 115,64 % ;
- taxe additionnelle à la taxe foncière sur les propriétés non bâties : 0 % ;
- cotisation foncière des entreprises : 0 %.

### Jumelages
Depuis 1972, Aurillac et sa voisine Arpajon-sur-Cère ont un comité de jumelage commun et sont conjointement jumelées avec :
- Bocholt (Allemagne) depuis 1972, dans le land de Rhénanie-du-Nord-Westphalie ;
- Bassetlaw (Angleterre) depuis le 10 avril 1980, dans le comté de Nottingham ;
- Bougouni (Mali) depuis 1985 ;
- Altea (Espagne) depuis 1992, dans la Communauté valencienne ;
- Vorona (Roumanie) depuis 2000.

## Équipements et services publics

### Enseignement
Onze établissements d'enseignement supérieur proposent des formations parfois atypiques ou d'intérêt national et international à quelque 1 600 étudiants :
- Le Cursus Métiers de la Danse du centre international La Manufacture[37]
- Le Centre National de Formation au très haut débit[38]

La commune d'Aurillac possède une antenne de l'université Clermont Auvergne avec l'IUT dont les formations sont orientées dans le domaine de la biologie, la gestion ou les statistiques et traitement de donnés et comprend trois départements :
- Le département biologie propose un BUT Agronomie, un BUT Environnement et un BUT Bioinformatique ;
- Le département GEA (Gestion-Administration) propose un BUT GEA une licence professionnelle GRH et une licence professionnelle métiers de la gestion et de la comptabilité option Révision Comptable[39] ;
- Le département STID (Statistique et Informatique Décisionnelle) avec un parcours spécifique à la cyber sécurité.

Dans le cadre du pôle d'excellence en microbiologie, le site Aurillacois abritera a la rentrée 2024, un Master 2 en microbiologie sur un parcours spécifique aux techniques de fermentation.
Aurillac abrite aussi une antenne de l'INSPE (ex IUFM) avec une préparation au concours de professeur des écoles, un Master 1 et 2 MEEF (Métiers de l'enseignement et de la formation) ainsi qu'un DAEU (Diplôme d'accès aux études Universitaires).
L'IUT et l'INSPE sont regroupés au sein du Campus Simone Veil et de nombreux travaux sont actuellement réalisés pour en améliorer le fonctionnement (réhabilitation du bâtiment principal, construction d'un nouveau restaurant universitaire, antenne CROUS).
La commune d'Aurillac accueille cinq grands lycées :
- Deux lycées privés : le lycée de la communication Saint-Géraud, lycée d'enseignement privé axé sur les formations dans la communication et les arts appliqués qui compte en 2016, environ 700 élèves venant de toute la France. Bac pro (30 élèves en moyenne), CAP (20 élèves en moyenne), STD2A (30 élèves en moyenne), BTS communication (30-40 élèves par classe), DN MADE (Options textile, graphisme, numérique) (18 élèves par classe), BMA, etc. L'ensemble scolaire Gerbert dispose d'un lycée général et technologique et un lycée professionnel : CAP Ventes, Bac Pro ASSP, Bac général, STMG, etc.[40].
- Quatre lycées publics : le lycée Émile-Duclaux qui dispense des formations générales[41]. Le lycée Raymont-Cortat qui dispense des formations professionnelles : bac pro Gestion Administration, Cuisine, CSR et Commerce. Il dispense également un BTS Hôtellerie Restauration et une 3e prépa-pro[42]. Le lycée Monnet-Mermoz séparé en un lycée général et technologique et un lycée professionnel. Le lycée agricole Georges-Pompidou qui accueille de nombreuses sections BTS dont un nouveau BTS Anabiotec à la rentrée 2025. Cette formation  sera orientée autour des analyses biologiques et techniques agro-environnementales.

De 1881 à 2015, Aurillac accueillait également l'Institution Saint-Eugène, un établissement catholique situé sur un terrain de 2,4 ha dont la chapelle avait été construite en 1886 et détruite par un incendie le jeudi 29 décembre 2022 vers 6h. Le bâtiment du lycée est classé monument historique, à la différence du collège. L'institution ferme en raison des lourds coûts qu'auraient impliqué une rénovation et les élèves sont repris par le groupe Gerbert.

### Santé
La ville dispose d'un hôpital public : le centre hospitalier Henri-Mondor, du nom de l'homme de lettres et humaniste, qu'il porte depuis 1964. Il dispose d'un institut de formation en soins infirmiers, 2 IRM, 1 scanner, 1 plateau de coronarographie, un laboratoire central d’analyses médicales ainsi qu'un 1 héliSMUR.
Avec un total de 892 lits au sein de l’hôpital, il est le premier employeur du Cantal dénombrant 1 800 emplois dont 150 médecins.
Une clinique privée vient compléter l'offre de soin avec Centre médico-chirurgical de Tronquières - ELSAN. Cette clinique regroupe une cinquantaine de médecins spécialistes et une équipe de 350 personnes. Elle est équipée de 278 lits et postes d’hospitalisation conventionnelle et ambulatoire.

## Population et société

### Démographie

#### Évolution démographique
L'évolution du nombre d'habitants est connue à travers les recensements de la population effectués dans la commune depuis 1793. Pour les communes de plus de 10 000 habitants les recensements ont lieu chaque année à la suite d'une enquête par sondage auprès d'un échantillon d'adresses représentant 8 % de leurs logements, contrairement aux autres communes qui ont un recensement réel tous les cinq ans,.

En 2022, la commune comptait 26 189 habitants, en évolution de +0,91 % par rapport à 2016 (Cantal : −1,08 %, France hors Mayotte : +2,11 %).
| 1793   | 1800   | 1806   | 1821  | 1831  | 1836   | 1841  | 1846  | 1851   |
| ------ | ------ | ------ | ----- | ----- | ------ | ----- | ----- | ------ |
| 10 470 | 10 357 | 10 523 | 9 190 | 9 766 | 10 889 | 9 753 | 9 609 | 10 917 |

| 1856  | 1861  | 1866   | 1872   | 1876   | 1881   | 1886   | 1891   | 1896   |
| ----- | ----- | ------ | ------ | ------ | ------ | ------ | ------ | ------ |
| 9 846 | 9 831 | 10 998 | 11 098 | 11 211 | 13 727 | 14 613 | 15 824 | 16 886 |

| 1901   | 1906   | 1911   | 1921   | 1926   | 1931   | 1936   | 1946   | 1954   |
| ------ | ------ | ------ | ------ | ------ | ------ | ------ | ------ | ------ |
| 17 459 | 17 772 | 18 036 | 16 389 | 17 153 | 17 643 | 19 041 | 22 174 | 22 224 |

| 1962   | 1968   | 1975   | 1982   | 1990   | 1999   | 2006   | 2011   | 2016   |
| ------ | ------ | ------ | ------ | ------ | ------ | ------ | ------ | ------ |
| 24 563 | 28 226 | 30 863 | 30 963 | 30 773 | 30 551 | 29 477 | 27 338 | 25 954 |

| 2021   | 2022   | - | - | - | - | - | - | - |
| ------ | ------ | - | - | - | - | - | - | - |
| 25 815 | 26 189 | - | - | - | - | - | - | - |

#### Pyramide des âges
La population de la commune est plus jeune qu'au niveau départemental. En 2021, le taux de personnes d'un âge inférieur à 30 ans s'élève à 31,5 %, soit un taux supérieur à la moyenne départementale (26,5 %). À l'inverse, le taux de personnes d'un âge supérieur à 60 ans (33,7 %) est inférieur au taux départemental (36,6 %).
En 2021, la commune comptait 11 985 hommes pour 13 830 femmes, soit un taux de 53,57 % de femmes, supérieur au taux départemental (51,1 %).
Les pyramides des âges de la commune et du département s'établissent comme suit :
| Hommes | Classe d’âge | Femmes |
| ------ | ------------ | ------ |
| 1,4    | 90 ou +      | 4,2    |
| 8,4    | 75-89 ans    | 13     |
| 19     | 60-74 ans    | 20,8   |
| 19,6   | 45-59 ans    | 19,2   |
| 17     | 30-44 ans    | 14,2   |
| 21,7   | 15-29 ans    | 17,4   |
| 13     | 0-14 ans     | 11,2   |

| Hommes | Classe d’âge | Femmes |
| ------ | ------------ | ------ |
| 1,2    | 90 ou +      | 3,1    |
| 10,1   | 75-89 ans    | 13,5   |
| 22,9   | 60-74 ans    | 22,6   |
| 21,8   | 45-59 ans    | 20,5   |
| 16,1   | 30-44 ans    | 15,2   |
| 13,8   | 15-29 ans    | 11,9   |
| 14,2   | 0-14 ans     | 13,3   |

### Manifestations culturelles et festivités

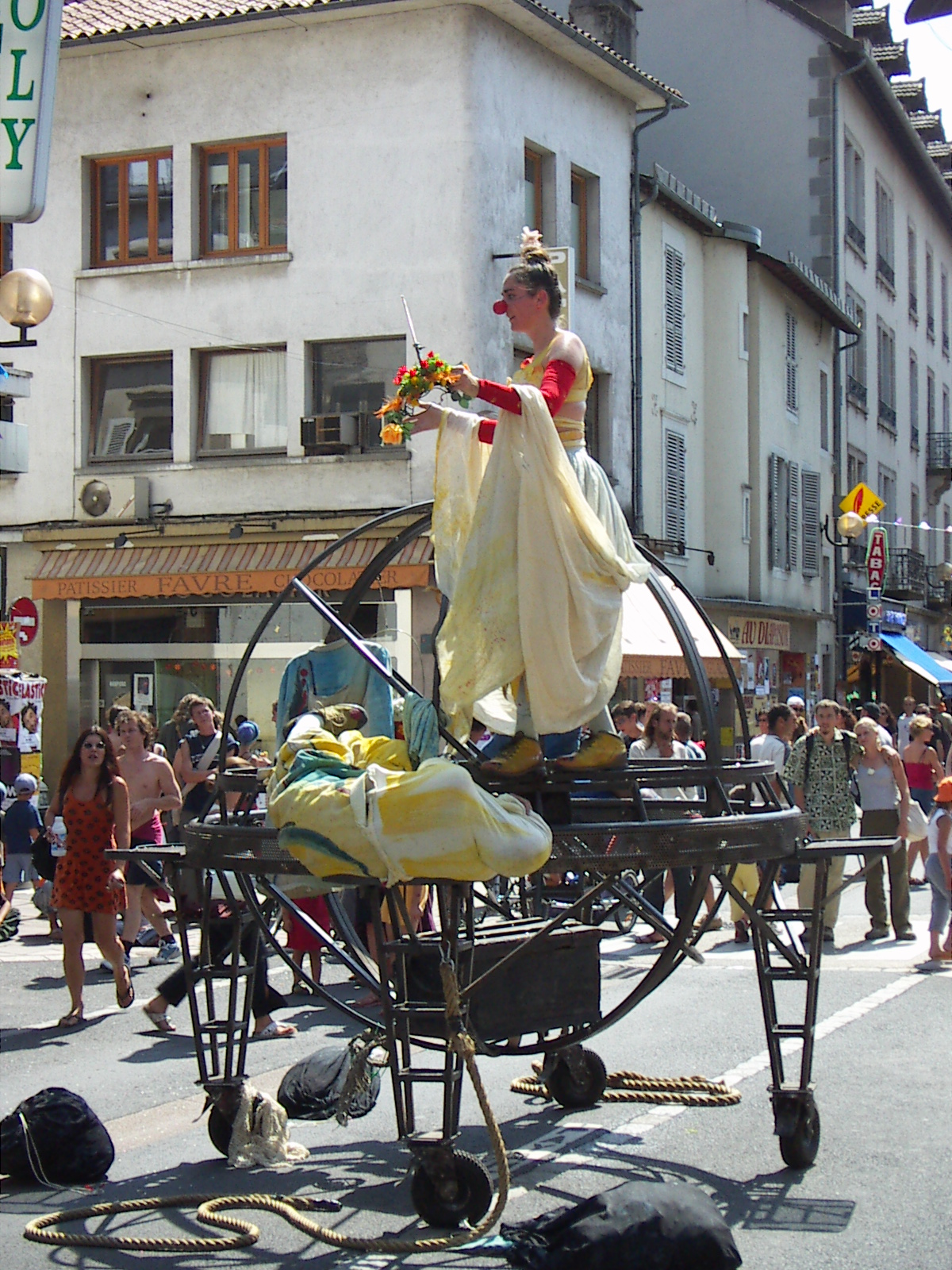
Le festival de théâtre de rue d'Aurillac.

- Le festival d'Aurillac (Festival international de théâtre de rue d'Aurillac), d'une durée de quatre jours, se tient chaque année depuis 1986 à la fin du mois d'août. Depuis 2004, ce festival est précédé par « Les préalables », d'une durée variable (souvent de début août au festival), pré-festival proposant des spectacles de rues dans tout le Cantal (et parfois même en Corrèze) avec le soutien de l'association éclat. 2008 inaugure la première « université des arts de rues ».
- Les européennes du goût/Les goudots gourmands Les Européennes du goût Pendant trois jours en juin, a lieu un festival gastronomique et culturel durant lequel sont décernés divers prix (Les Goudots gourmands) et où il est mis en place des cours de cuisine (thèmes différents chaque année 2008 : Slow Food) assuré par des grands chefs et un partage de recettes entre festivaliers (Les blogs gourmands).
- Le Théâtre d'Aurillac, 4 rue de La Coste.
- 2007 marque le renouveau du Festival Danse d'Aurillac avec la première édition des 36 Heures d'Aurillac[52], solos et petites pièces dansées.
- Depuis 2017, le Salon entre les Mondes rassemble une vingtaine d'auteurs de Fantasy, Fantastique et Science-fiction sous la houlette de Jean-Luc Marcastel. Pendant plusieurs jours, le salon propose séances de dédicaces et conférences sur des thèmes liés aux mondes imaginaires.

### Sports et loisirs

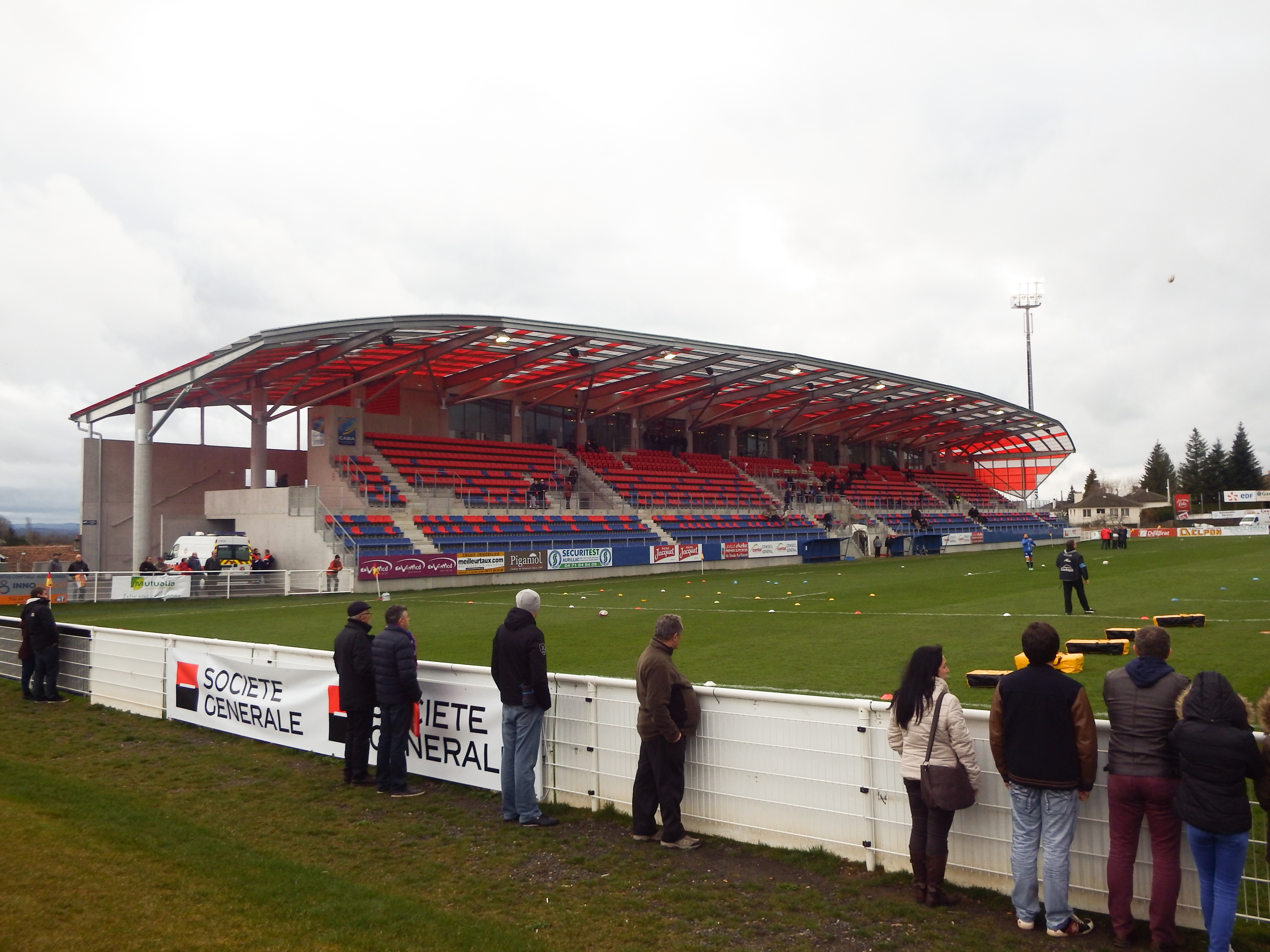
Tribune honneur du stade Jean-Alric, enceinte du Stade aurillacois.

Le Stade aurillacois Cantal Auvergne est une équipe de rugby à XV qui a fêté en 2004 ses 100 ans et qui évolue en Pro D2 depuis 2001, hormis l’année 2006-2007 où le "purgatoire" en Fédérale 1 se solda par un titre de champion de France. Depuis la Seconde Guerre mondiale, le club a toujours évolué soit dans l'élite (jusqu'en 1986 hormis 1949 et 1955), soit par la suite en groupe A, groupe B ou Pro D2.
L'Athlétic Club Vélocipédique Aurillacois est une équipe cycliste fondée en 1978 par Pierre Labro, dirigée depuis 1983 par André Valadou. En 2011 et 2012, c'est le plus gros club cycliste auvergnat en nombre de licenciés. En 2016, trois coureurs issus de ses rangs sont au plus haut niveau avec Christophe Laborie (Delko-Marseille Provence-KTM) et François Bidard (AG2R La Mondiale) chez les professionnels, enfin, Pierre Bonnet (Team Pro Immo Nicolas Roux) en première division amateurs. Il est axé sur la formation.
L'Aurillac FC est une équipe de football qui évolue actuellement en Régional 1 de la ligue AURA après avoir connu pendant plus de 30 ans le championnat national amateur. Son ancien nom est le FC2A, fusion de l'ancien club aurillacois AFCA (hommes) et du club voisin d'Arpajon/Cère ESACA (club uniquement féminin qui a participé durant de nombreuses saisons à la division nationale 2). Le centre de formation d'Aurillac permet d'avoir les équipes jeunes présentes dans les principaux championnats régionaux.(toute catégorie).[réf. nécessaire]
L'Aurillac Handball Cantal Auvergne est une équipe de handball professionnelle qui accède à la première division pour la saison 2008-2009 pour la première fois de son histoire. Le club est toutefois forcé au dépôt de bilan après une deuxième saison passée dans l'élite à l'issue de laquelle il est relégué. Il évolue pour la saison 2017-2018 en Championnat de France de Nationale 3 (D5).
Le Basket-ball à Aurillac s'organise autour du BAAG (Basket club Aurillac Arpajon Géraldienne). L'équipe 1 fille évolue au plus haut régional. C'est le plus gros club de la ville en termes de licenciés et de résultats. Deux brevetés d'états encadrent quotidiennement les enfants. Il y a aussi le club de la Cantalienne.
Le Stade Jean-Alric est le stade municipal de la ville d'Aurillac et de son club de rugby, le Stade aurillacois Cantal Auvergne. Il doit son nom à Jean Alric, ancien joueur du club, fusillé à Aurillac par les Allemands durant la Seconde Guerre mondiale.
Aurillac possède un club de volley-ball (A.V.B.). Les seniors masculins ainsi que les féminins évoluent en Régional 1. Le club comporte des équipes UFOLEP et des équipes jeunes. Le club organise trois tournois ouverts à tout le monde : le tournoi de rentrée en septembre ; la nuit du volley en décembre (la plus grande d'Auvergne) ; le tournoi d'été en juin.[réf. nécessaire]
En 2011, Aurillac a accueilli le départ de la 10e étape du Tour de France 2011.

### Médias

#### Presse locale
- La Montagne est le quotidien régional diffusé à Aurillac, elle propose une édition sur le Cantal. La Voix du Cantal et L'Union du Cantal sont des titres de presse écrite basés à Aurillac.

#### Radios locales
Aurillac possède des radios locales :
- RCF Corrèze (89.4 FM) émet sur Aurillac en raison de sa proximité avec la Corrèze. C'est la radio du diocèse de Tulle[60] ;
- Totem (92.8 FM) est présente sur Aurillac avec sa rédaction locale[61] ;
- Jordanne FM (97.2 FM) est une radio locale commerciale basée à Aurillac. Elle émet dans une partie du Limousin et au nord du Midi-Pyrénées (dans le Lot notamment) ;
- Sud Radio (101.0 FM) est aussi sur Aurillac ;
- Radio Pays d'Aurillac (107.4 FM) est la radio associative d'Aurillac. Elle y émet depuis 2007[62].

#### Télévision
Le principal émetteur de télévision sur Aurillac est celui de Caussac. Il émet toutes les chaînes de la TNT, dont France 3 Auvergne, qui possède un bureau local à Aurillac au 1, rue Jean-Moulin, à deux pas des studios de Radio Pays d'Aurillac. France 3 Midi-Pyrénées peut également être reçue dans l'agglomération en raison de sa proximité avec les régions du Quercy et du Rouergue.

## Économie
- Aurillac est le siège de la Chambre de commerce et d'industrie du Cantal qui gère des villages d'entreprise (dont celui de Tronquières à Aurillac). L'aéroport d'Aurillac quant à lui est géré par la communauté d'agglomération du Bassin d'Aurillac.

### Commerces
- Aurillac est une ville commerçante disposant de plusieurs centaines de boutiques de commerçants et d'artisans.
- Une communauté Emmaüs s'est créée en 1989[64].

### Industrie
- Activité de transformation de produits agricoles, particulièrement du lait et de la viande. Fabrication et conditionnement du fromage de Cantal.
- Capitale française historique du parapluie, Aurillac est à l'origine de plus de la moitié de la production française, ce qui représentait 250 000 unités en 1999, et fournissait 100 emplois. Cette industrie a subi plusieurs décennies de déclin à la fin du XXe siècle. Pour se renforcer, les fabricants de parapluie aurillacois se sont regroupés en 1997 au sein d'un GIE et d'un label, L'Aurillac Parapluie.
- Aurillac est aussi le siège de ce qu'était le leader européen des couettes et oreillers santé Abeil[65] et du plasturgiste Qualipac Aurillac spécialisé dans le vernissage des pièces plastiques, l'injection et la galvanoplastie.
- On trouve également à Aurillac différents acteurs dans des domaines variés de l'agro-alimentaire (distillerie Couderc avec sa célèbre liqueur de gentiane et des maisons célèbres comme la fromagerie Leroux et Bonal ainsi que Morin (affineur), les établissements de charcuterie MAS, Teil salaisons appartenant au groupe Altitude, les transports frigorifiques Olano-Ladoux.
- Aurillac est surtout connu par son Pôle fromager basé sur les hauteurs d'Aurillac, proche du château Saint-Étienne :

Constitué en 1993, à l'initiative de la DDAF du Cantal, de l'ENILV d'Aurillac et des professionnels des filières AOC. La structure est constituée d'une association rassemblant les opérateurs de la filière AOC et les partenaires institutionnels et politiques ainsi que d'un GIS regroupant les organismes de recherche-développement et d'enseignement chargés d'élaborer les programmes scientifiques (INRA unité d’Aurillac) et ENILV (École nationale de laiterie d'industrie du lait et de la viande). Il élabore les programmes scientifiques relatifs au pôle fromager. On trouve autour de ce pôle les formations suivantes à l'IUT d'Aurillac : DUT génie biologique, option agronomie, DUT génie biologique, option génie de l'environnement, DUT génie biologique, option bio-informatique, licence pro. systèmes d'information et de modélisation appliqués à la bio-informatique, licence pro. produits alimentaires de terroir : innovation et valorisation, licence pro. expertise agro-environnementale et conduite de projets.

### Informatique
- La ville d'Aurillac est le siège de plusieurs sites internet : liés aux camions avec Net-truck[66] ou aux véhicules utilitaires ainsi qu'un site d'accessoires aéronautiques avec Aerodiscount[67].
- Aurillac était le siège du site Jeuxvideo.com, avant son rachat par Webedia et son déménagement à Paris en 2015.
- La commune était également le siège de l'éditeur d'ERP Qualiac avant son rachat par Cegid en 2018.

## Culture locale et patrimoine

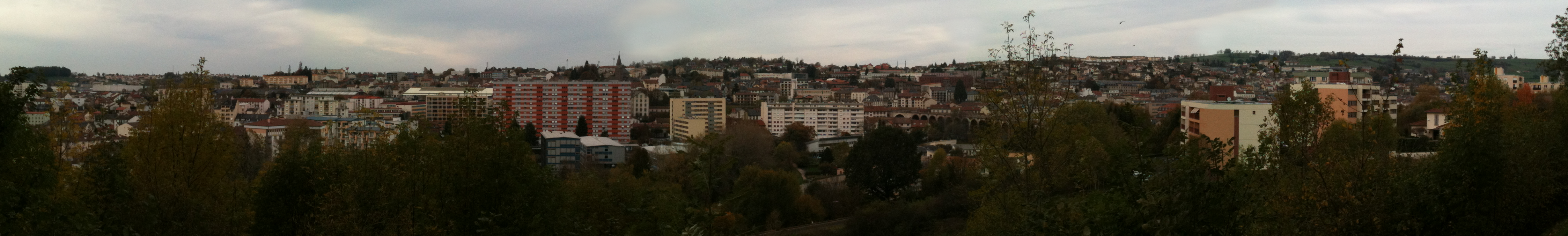
Panorama d'Aurillac.

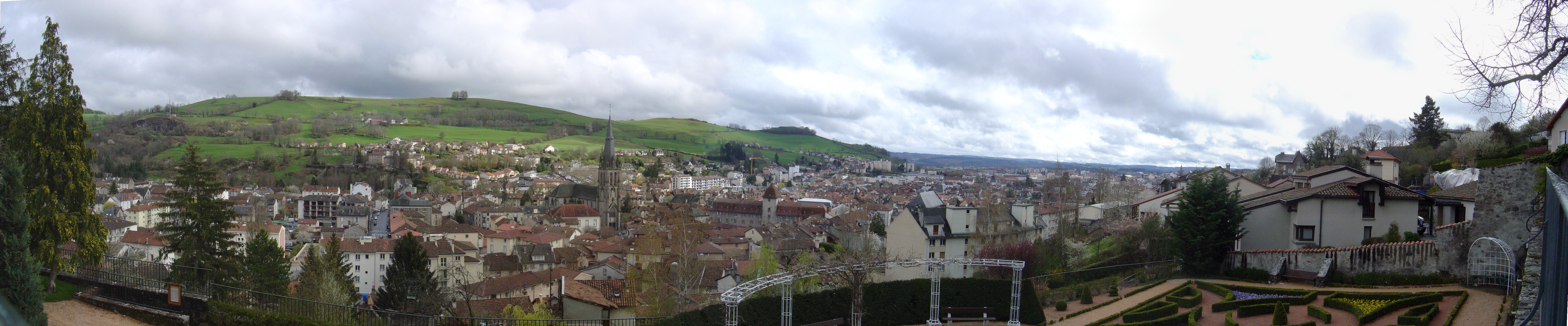
Panorama d'Aurillac.

### Lieux et monuments
Située à proximité de la confluence de la Cère (rivière) et de la Jordanne, Aurillac est une bonne porte d'entrée pour la découverte des monts du Cantal via la route des crêtes et la vallée de la Jordanne. À l'ouest de la ville s'étend le bassin d'Aurillac : ce secteur abrite une vaste zone humide de grand intérêt : le marais du Cassan Prentegarde situé sur les communes de Saint-Étienne-Cantalès, Saint-Paul-des-Landes et Lacapelle-Viescamp.
La région d'Aurillac est également riche en châteaux à visiter.
L'un des chemins secondaires vers Compostelle, la Via Arverna, passe par Aurillac. Il relie Clermont-Ferrand à Cahors, en passant par Rocamadour. À Cahors, le pèlerin retrouve la voie qui vient du Puy-en-Velay.

#### Édifices religieux
À noter que le siège épiscopal duquel dépend Aurillac se trouve à Saint-Flour.
- Église Saint-Joseph-Ouvrier, avenue des Prades[70] XXe siècle.
- Église Notre-Dame-aux-Neiges, rue des Carmes[70],[71],[72], ancienne chapelle du couvent des Cordeliers (XVe siècle)[73].
- Église Saint-Géraud d'Aurillac, place Saint-Géraud[74], XVe et XVIe siècles, possède des peintures murales du XIIe siècle représentant des monstres marins avec en leur centre un personnage nu qui se cramponne à un dauphin[75],[70]. Orgue de tribune de l’abbatiale, de Rabiny (1779)[76],[77],[78].
- Église du Sacré-Cœur, avenue du Quatre Septembre[79], construction du XXe siècle, avec un curieux Chemin de croix taillé dans la pierre.
- Église Notre-Dame-de-Nazareth, rue du Monastère.
- Église Sainte-Bernadette, rue Robert-de-la-Vaissière aux Alouettes.
- Chapelle de l'hôpital, avenue de la République.
- Chapelle d'Aurinques, place d'Aurinques[80] (XVIe siècle) et sa cloche de 1544[81].
- Chapelle du lycée Saint-Géraud, boulevard des Hortes.
- Chapelle de la rue de Cayla.
- Chapelle maison de retraite La Louvière, boulevard du Pont-Rouge.
- Église réformée de France, 10 rue des Frères-Delmas[82].
- Église évangélique de Pentecôte, 6 avenue des Pupilles-de-la-Nation[83].

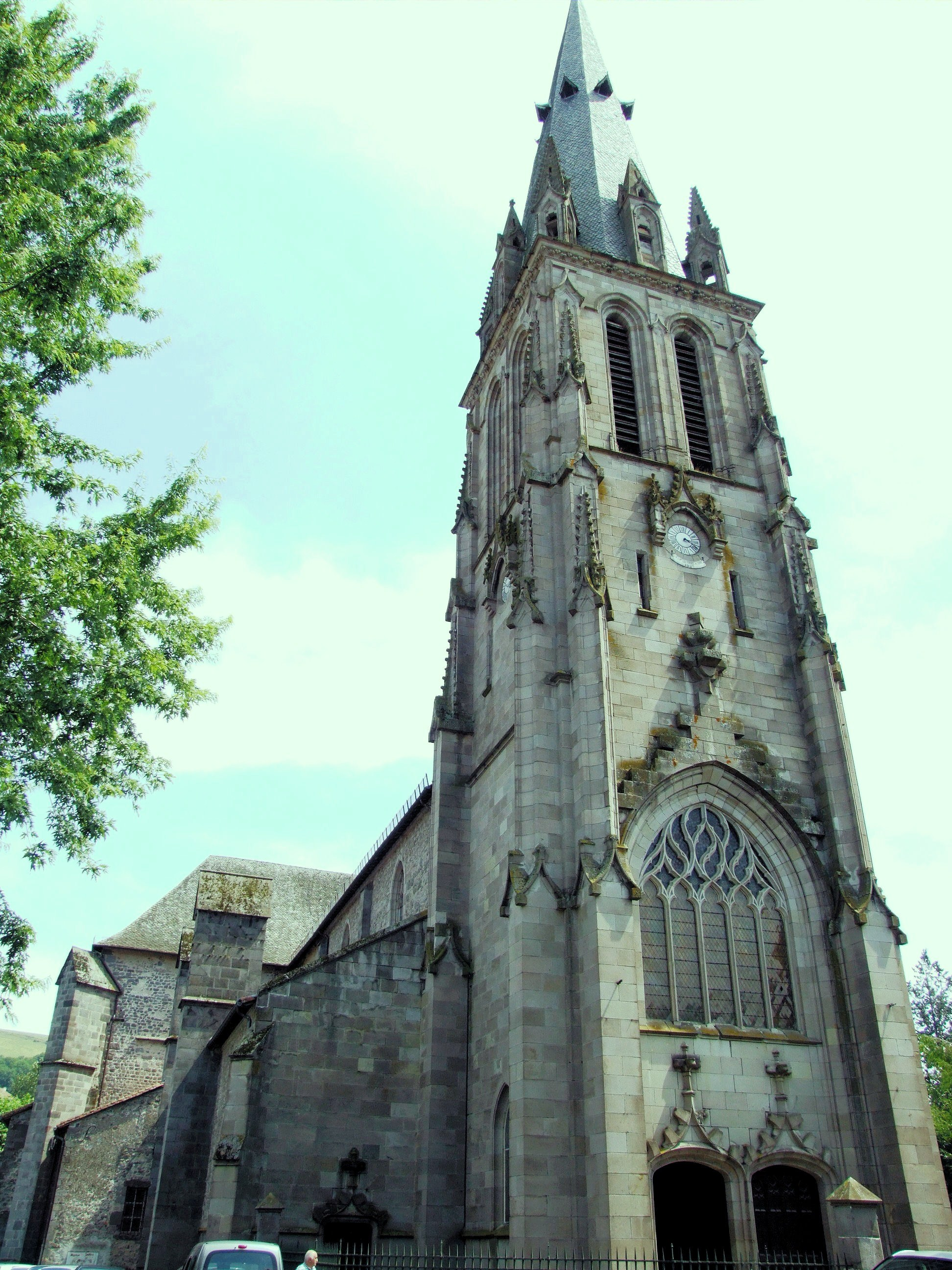
L'église Saint-Géraud (ancienne abbatiale).
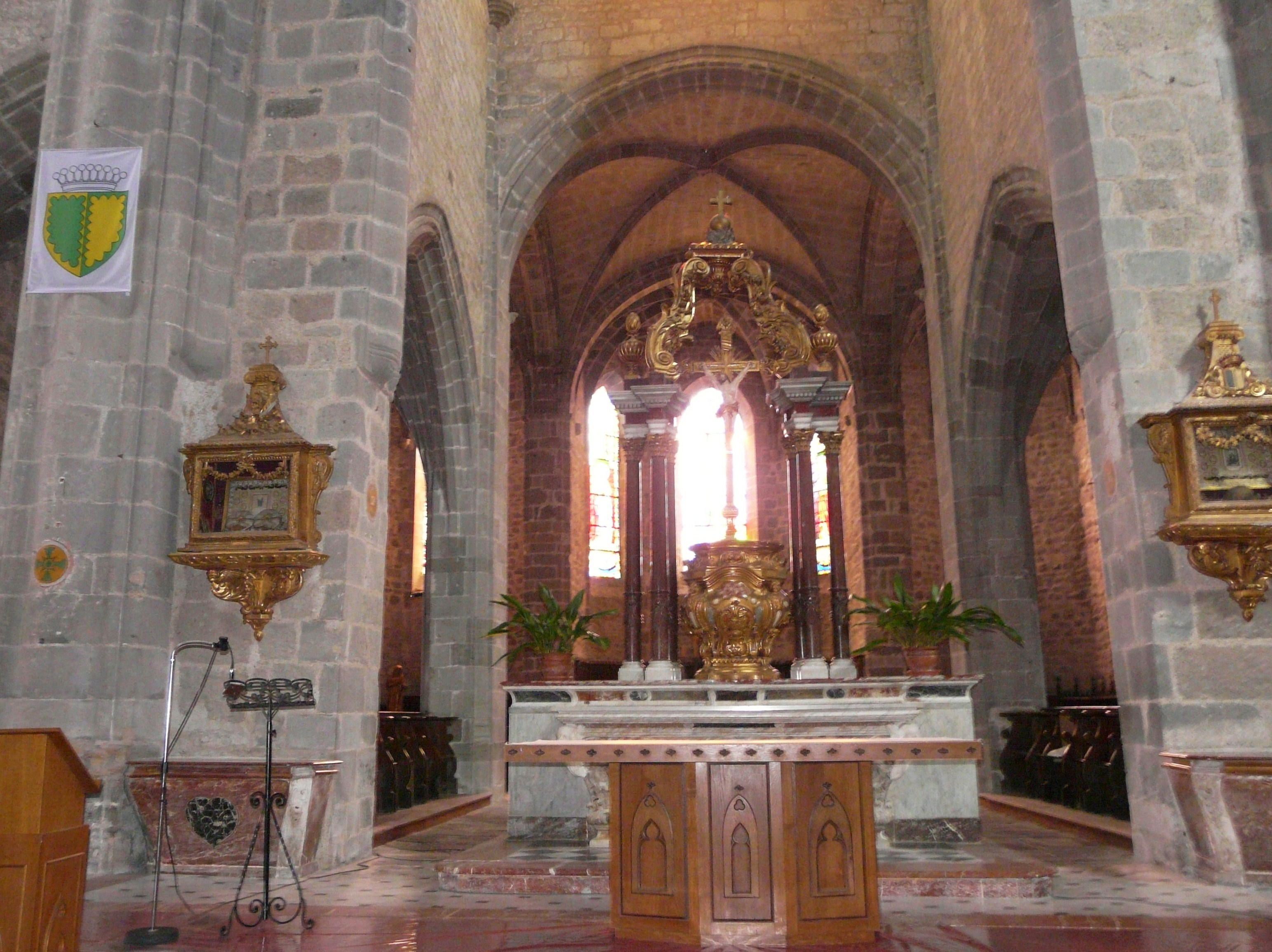
Son chœur.
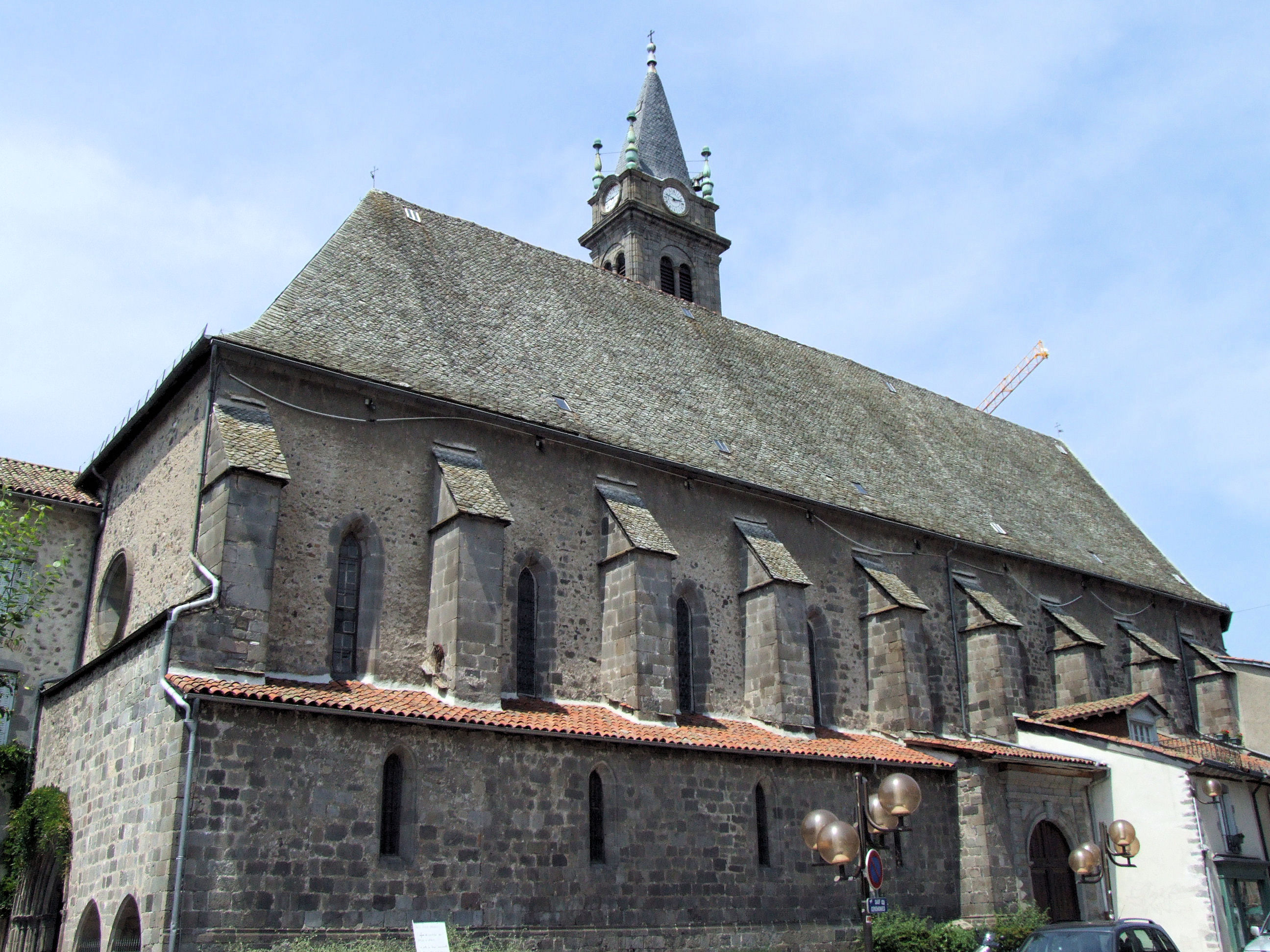
L'église Notre-Dame-aux-Neiges.
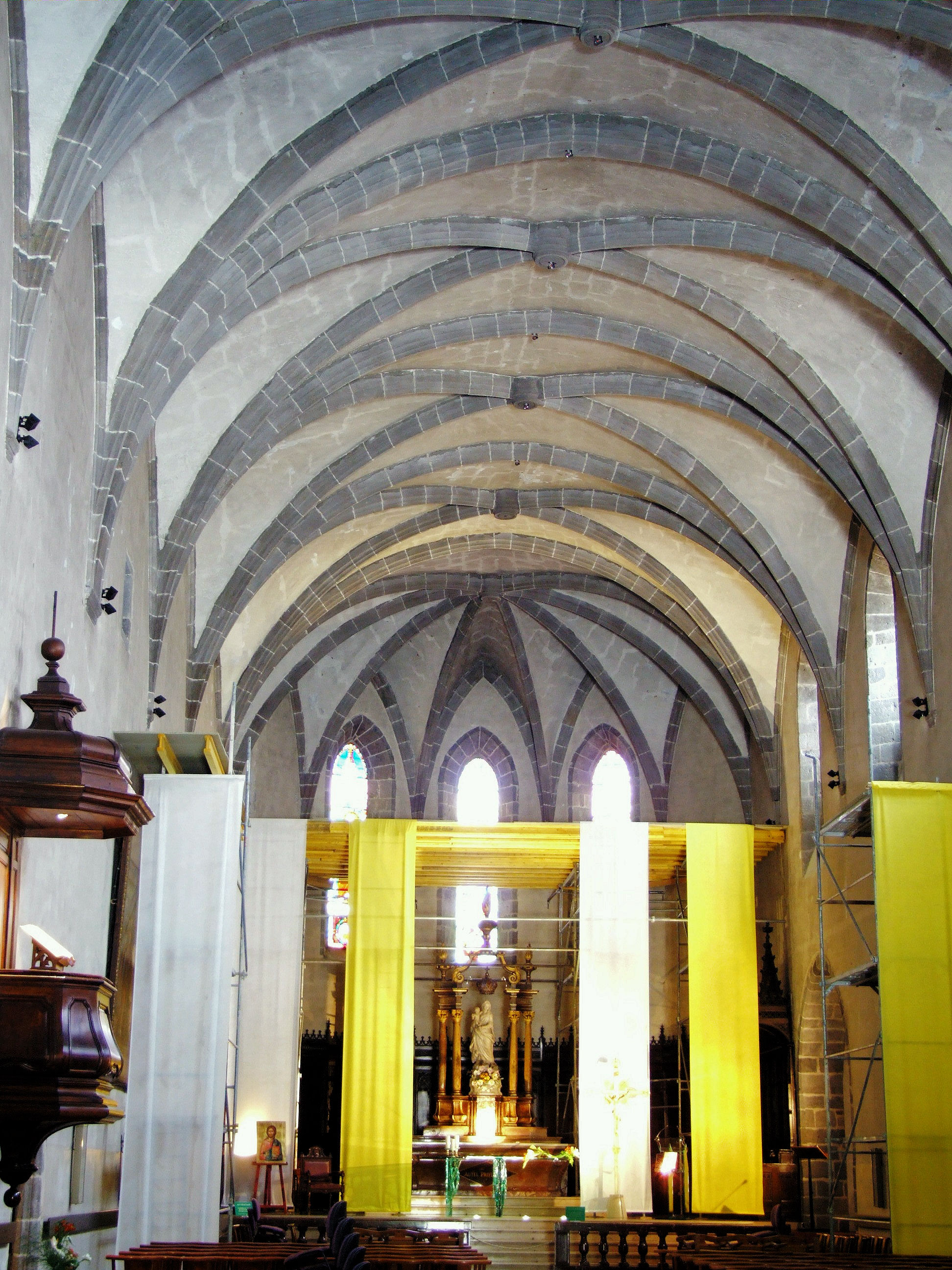
Sa nef.

#### Patrimoine civil

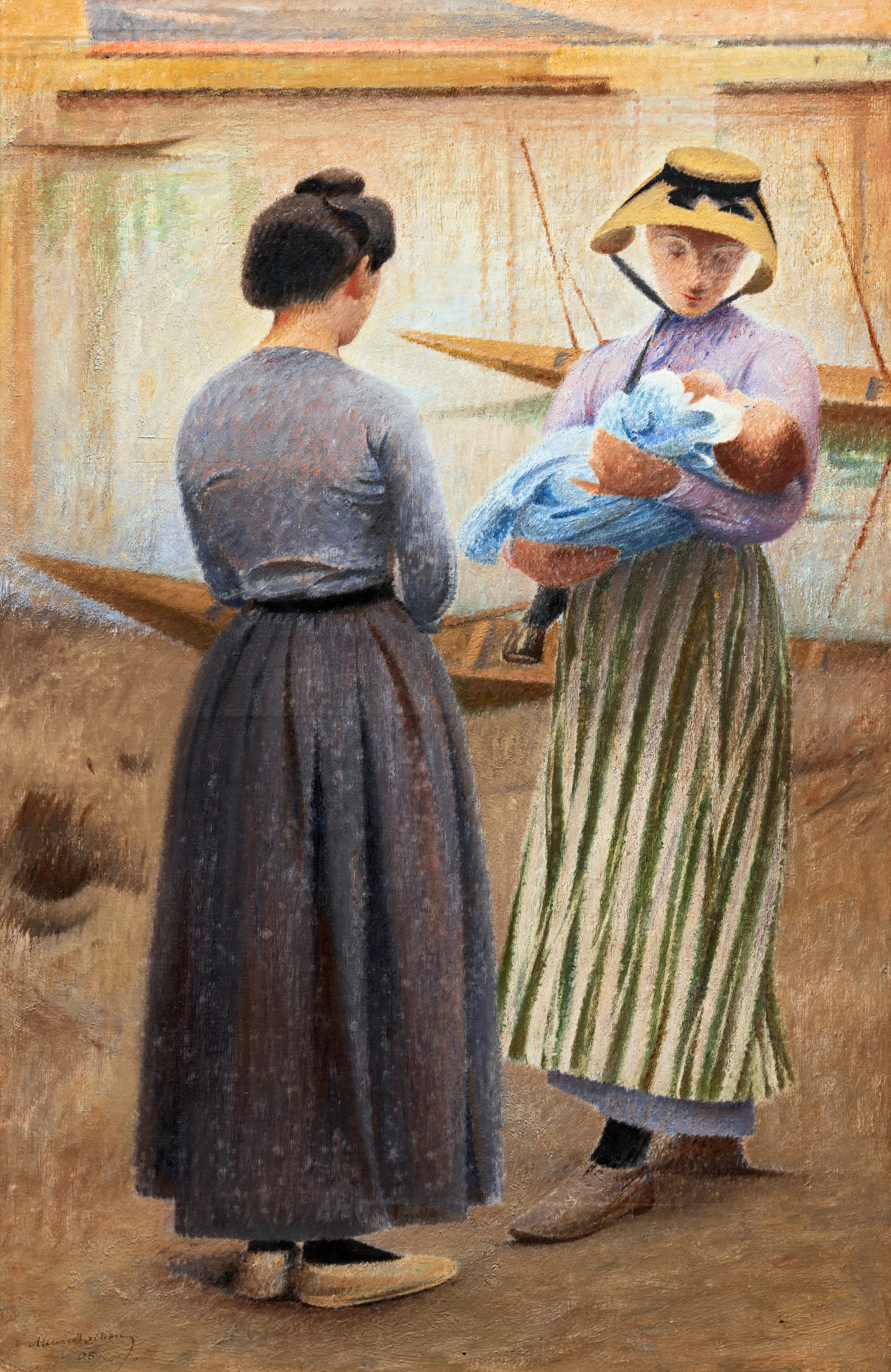
L'enfant du pêcheur de sable, Henri Rachou, 1905 - Musée d'Art et d'Archéologie.

- Le château Saint-Étienne[84], qui surplombe la ville. Le château médiéval qui comprend une vaste tour carrée, fut maintes fois détruits et reconstruit. Il abrite depuis 1997 le Muséum des volcans[85].
- Le Haras national d'Aurillac.
- Le musée d'art et d'archéologie d'Aurillac, 37 rue des Carmes.
- Le muséum des Volcans, au château Saint-Étienne.
- L'ancienne maison consulaire d'Aurillac[86],[87].
- L'ancien présidial d'Aurillac (ISMH).
- L'ancien collège des jésuites d'Aurillac[88] (MH)[89].
- L'ancienne abbaye du Buis[74].
- Le palais de justice, la maison d'arrêt et l'ancien groupement de gendarmerie du Cantal à Aurillac[90] (ISMH).
- Le théâtre d'Aurillac (ISMH).
- La mairie d'Aurillac (ISMH)[91].
- La préfecture du Cantal à Aurillac[92] (ISMH).
- Le kiosque à musique aurillacois[93].
- L'ancien hôpital roman, XIe et XIIe siècles, place Saint-Géraud, présente trois arcades romanes à chapiteaux sculptés selon l'école dite d'Aurillac.
- Monuments commémoratifs[94],[95],[96].
- L'hippodrome Georges-du-Breil à Aurillac[97].
- Cimetière Massigoux.

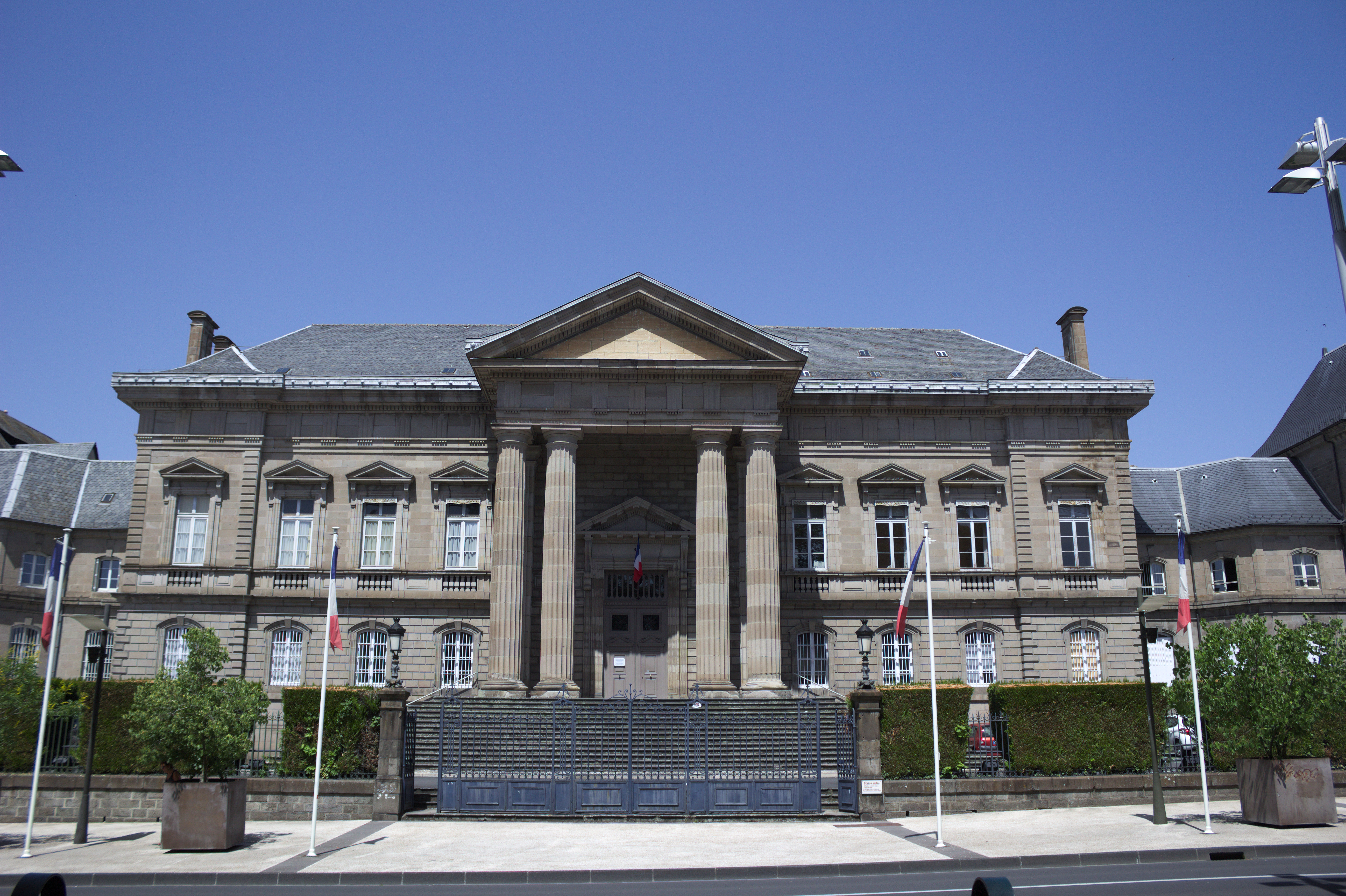
Palais de justice d'Aurillac.

Parcs et jardins.
- Square dit jardin des Carmes[99].
- Jardin dit Cours Angoulême[100].
- Jardin potager des chantiers de Peyrolles et d'Aynès[101].
- Cour jardin de l'hôtel Lasmol[102].
- Square de Vic[103].
- Jardin de l'Esplanade dite Le Gravier[104].
- Jardin de la Préfecture[105].
- Jardin du Moulin Decrin[106].
- Parc du château de Fabrègues[107].
- Parc de Tronquière[108].
- Jardin d'agrément du château de Noalhac[109].
- Parc du château de Saint-Étienne[110].
- Jardin potager du chantier de Me Jean Casse[111].

Fontaines et lavoirs
- Fontaine des Droits-de-l'Homme[112].
- Place des Carmes, sa fontaine.
- Lavoir sur les bords de la Jordanne.
- Fontaine aux grenouilles[113].

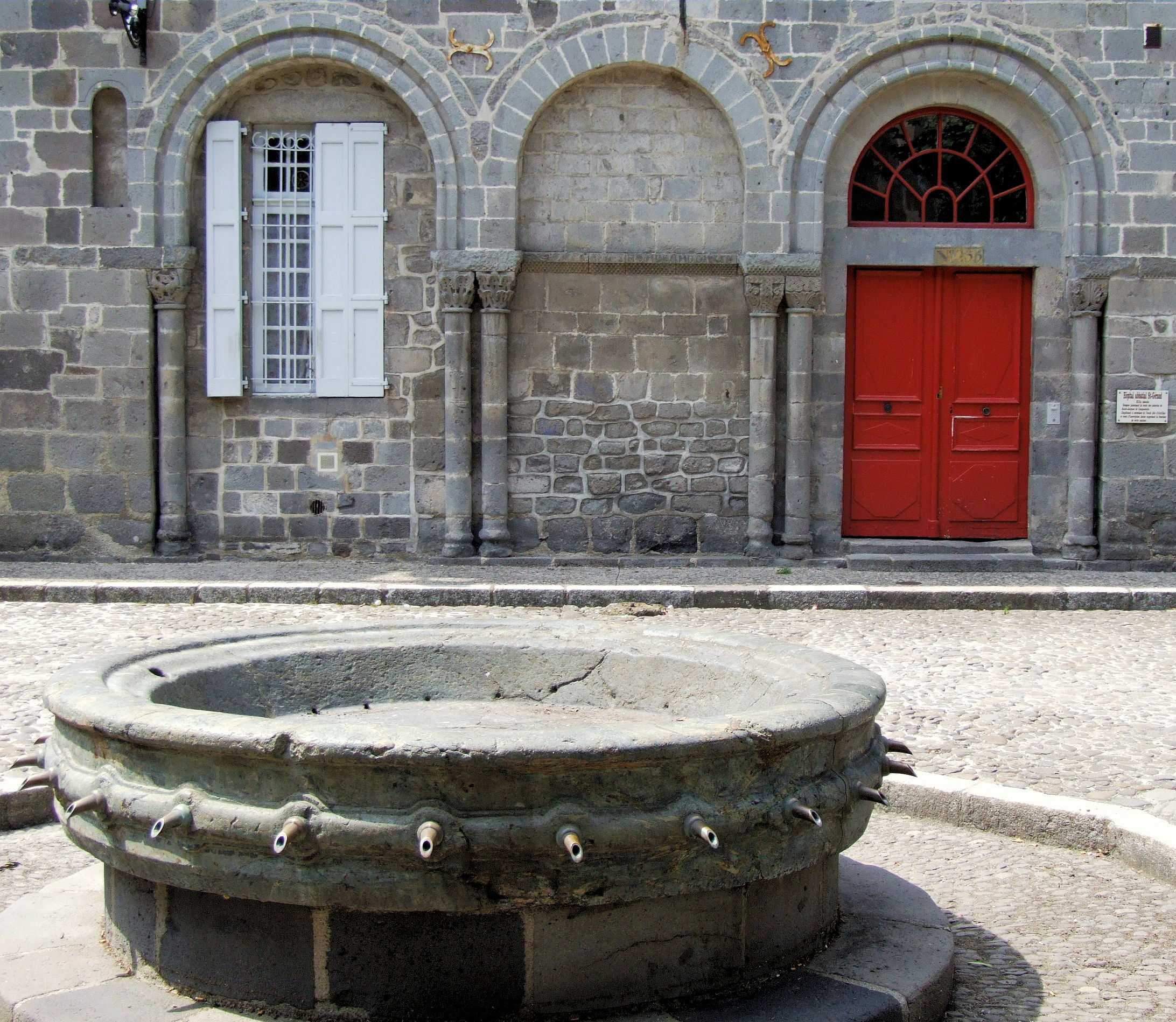
Vestiges de l'hôpital abbatial Saint-Géraud.
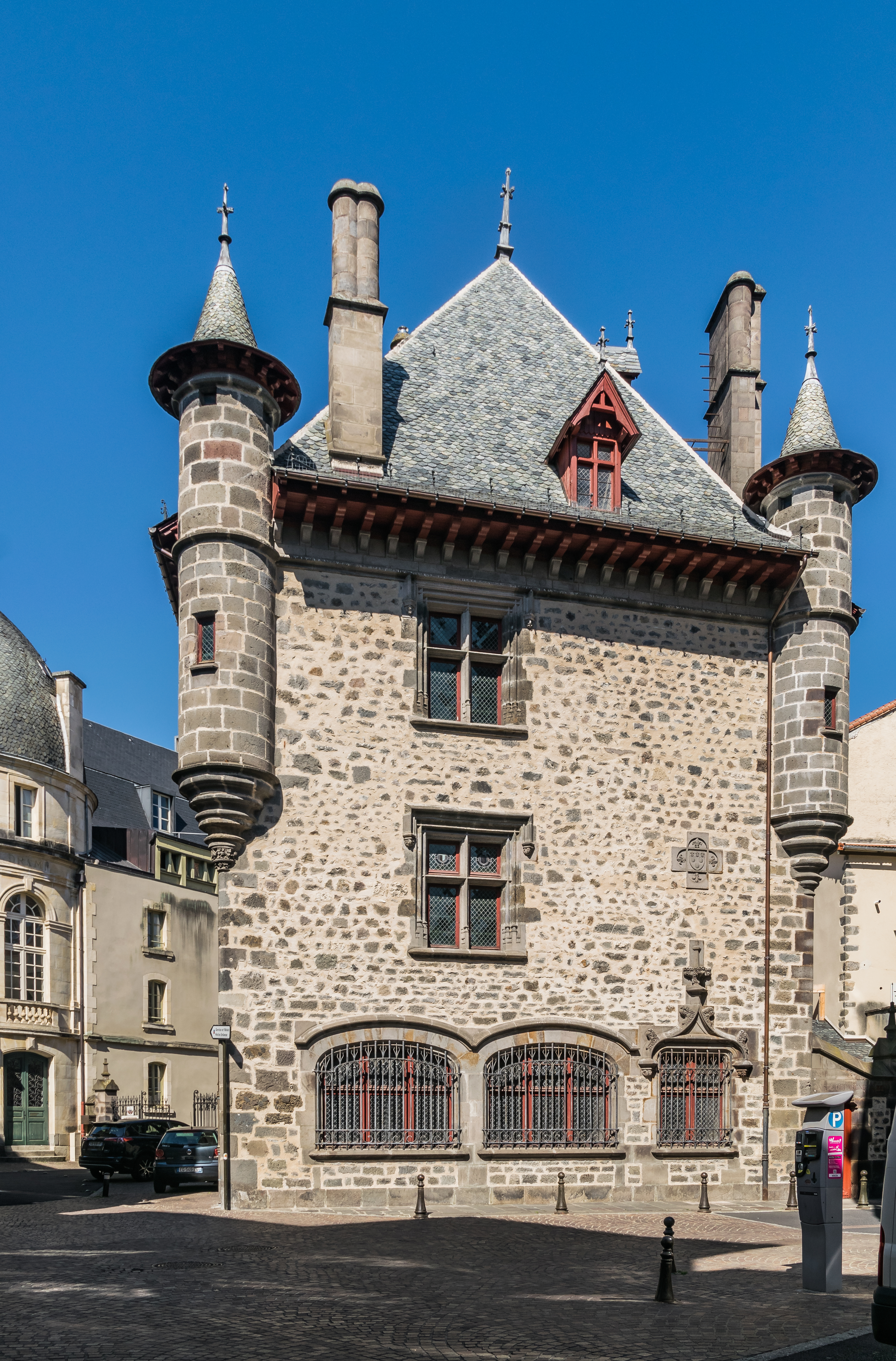
Maison consulaire.
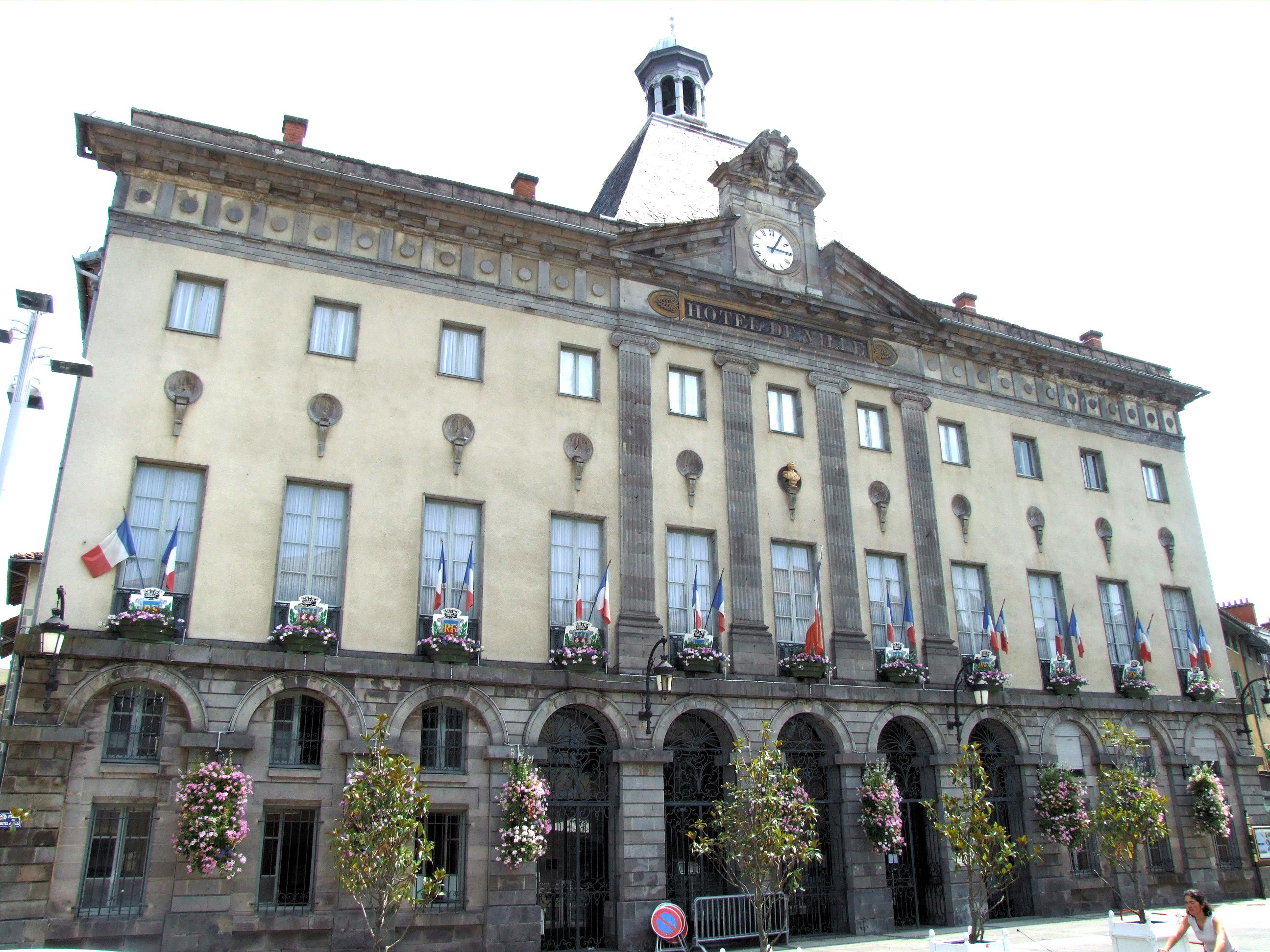
Hôtel de ville.
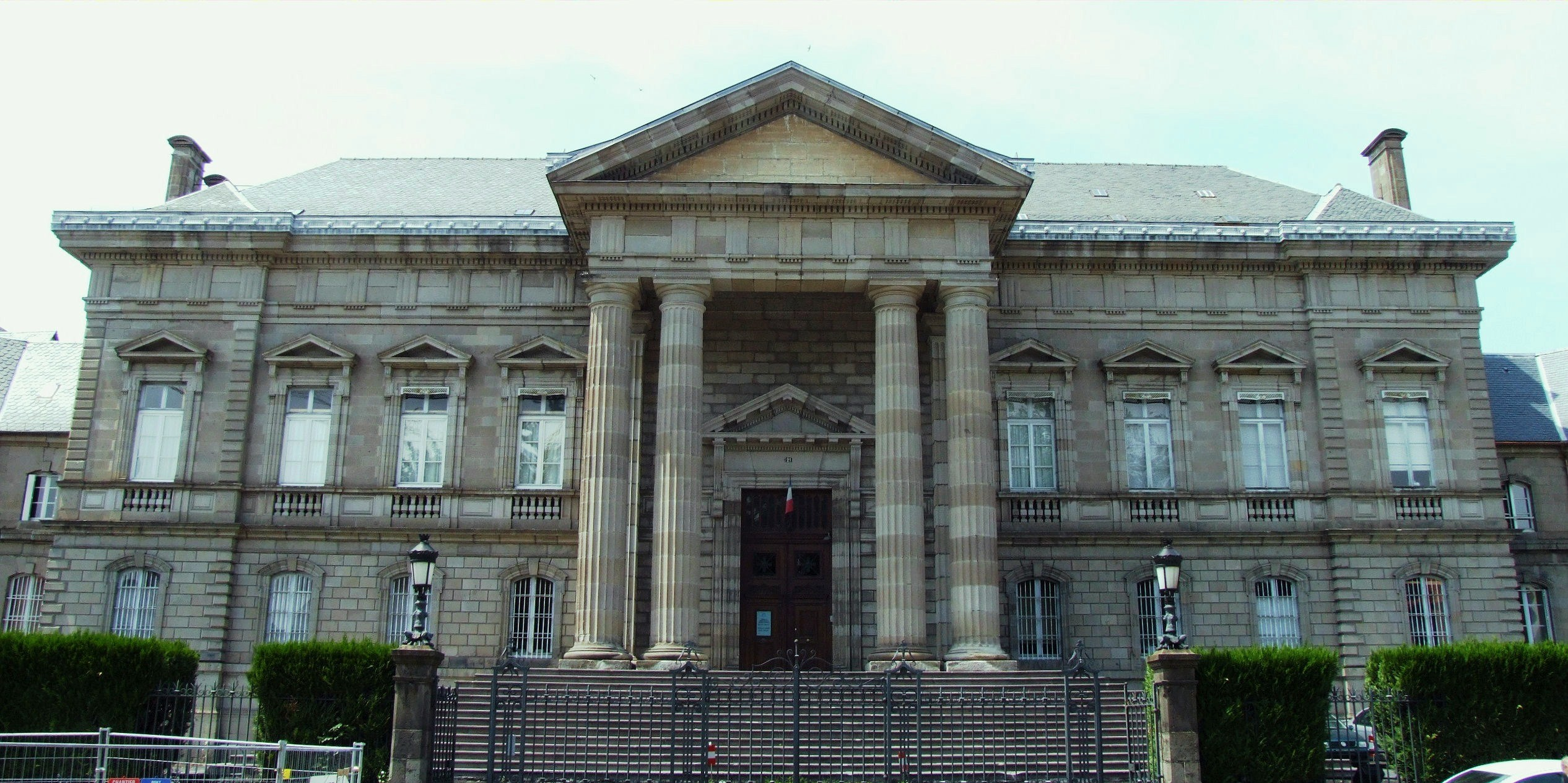
Palais de Justice.

### Équipements culturels
Aurillac bénéficie de la présence de plusieurs centres de danse :
- danse folklorique : danseurs et chanteurs de l'École auvergnate ;
- campus chorégraphique La Manufacture, lieu de création, formation et représentations créée par  Vendetta Mathea en 1992 ;
- conservatoire : École nationale de musique et de danse d'Aurillac ;
- arabesque ;
- école de danse Katy Bardy ;
- école de danse modern jazz et classique Chorège ;
- musée des volcans, au château Saint-Étienne ;
- musée d'art et d'archéologie d'Aurillac, 37 rue des Carmes ;
- Société de la Haute-Auvergne (Société des lettres, sciences et arts « La Haute-Auvergne ») ;
- le Théâtre 4, rue de la Coste à côté de la Maison Consulaire ;
- le Prisme (salle de congrès et de spectacle).

### Vie militaire
Unités militaires ayant tenu garnison à Aurillac :
- 139e régiment d'infanterie, 1906 ;
- Escadron 2/16 de gendarmerie mobile, devenu le 33/5 en 1991 à la suite de la création des légions de gendarmerie mobile et enfin le 18/5 en 2011 après la dissolution du groupement de GM de Clermont-Ferrand.

Aurillac a longtemps été une ville de garnison, avec le 139e régiment d'infanterie qui se remarque par ses faits d'armes durant la bataille de la Somme, une chronologie remarquable et une armoire à trophées étaient encore présentes dans la salle d'honneur de la Délégation militaire départementale qui a depuis déménagé en oubliant de préserver et de sauvegarder ce pan d'histoire.
Sa place d'armes large et aérée et caractéristique de l'architecture militaire de cette époque, aujourd'hui dénommée zone de la Paix, est actuellement aménagée en parking, ce qui laisse la vue libre sur les trois bâtiments qui l'entourent, l'entrée de la caserne a été détruite et remplacée par un bâtiment moderne mal intégré sans style en biais. Il héberge des services administratifs, Trésor public, CABA, Hypothèques, Cadastre... Les anciens bâtiments militaires dans les années 1950 deviennent « Cité Administrative », le nouveau bâtiment est implanté à cet endroit dans cette logique.
Le bâtiment de l'Horloge est dénommé ainsi à cause de la grande horloge qui l'orne, ce bâtiment est aussi communément appelé Maison des syndicats et des associations. À remarquer l'aménagement et la transformation des bâtiments éloignés de cette place dont le manège à chevaux, les écuries et la sellerie. Initialement, ces bâtiments étaient l'ancien couvent des visitandines, construit en 1682. Le couvent se transforme en 1792 en casernes pour l'infanterie qui occupe la moitié des bâtiments et ce jusqu'en 1922, d’où la transformation en bâtiments à l'usage équestre. 
Aujourd'hui, le centre culturel Pierre-Mendès-France occupe les lieux, il regroupe le musée d'Art et d'Archéologie, le Conservatoire départemental de musique et de danse, le service d'animations jeunesse de la ville d'Aurillac, et une halte-garderie pour enfants. Le manège à chevaux dans l'ancienne chapelle, transformé de manière remarquable afin de lui laisser son caractère, abrite aujourd'hui l'auditorium du Conservatoire (à voir les fresques murales). 
Les écuries étaient des haras nationaux établi par Napoléon à partir de 1806 ; un dépôt d'étalons est alors créé à Aurillac. À la bataille d'Austerlitz, Napoléon monte Cantal, un cheval gris truité dont le tableau est visible au Musée d'art et d'archéologie. Lorsque les Haras nationaux déménagent, les écuries sont transformées en salle d'exposition - galerie et de présentation polyvalente, s'y tient notamment tous les ans le Salon des Métiers d'Art d'Aurillac.

### Tournages
C'est à Aurillac qu'ont été tournées des scènes du film amateur Le Hobbit : Le Retour du roi du Cantal de Léo Pons entre les mois d'août 2015 et d'avril 2016.

### Personnalités liées à la commune

#### Personnalités nées à Aurillac

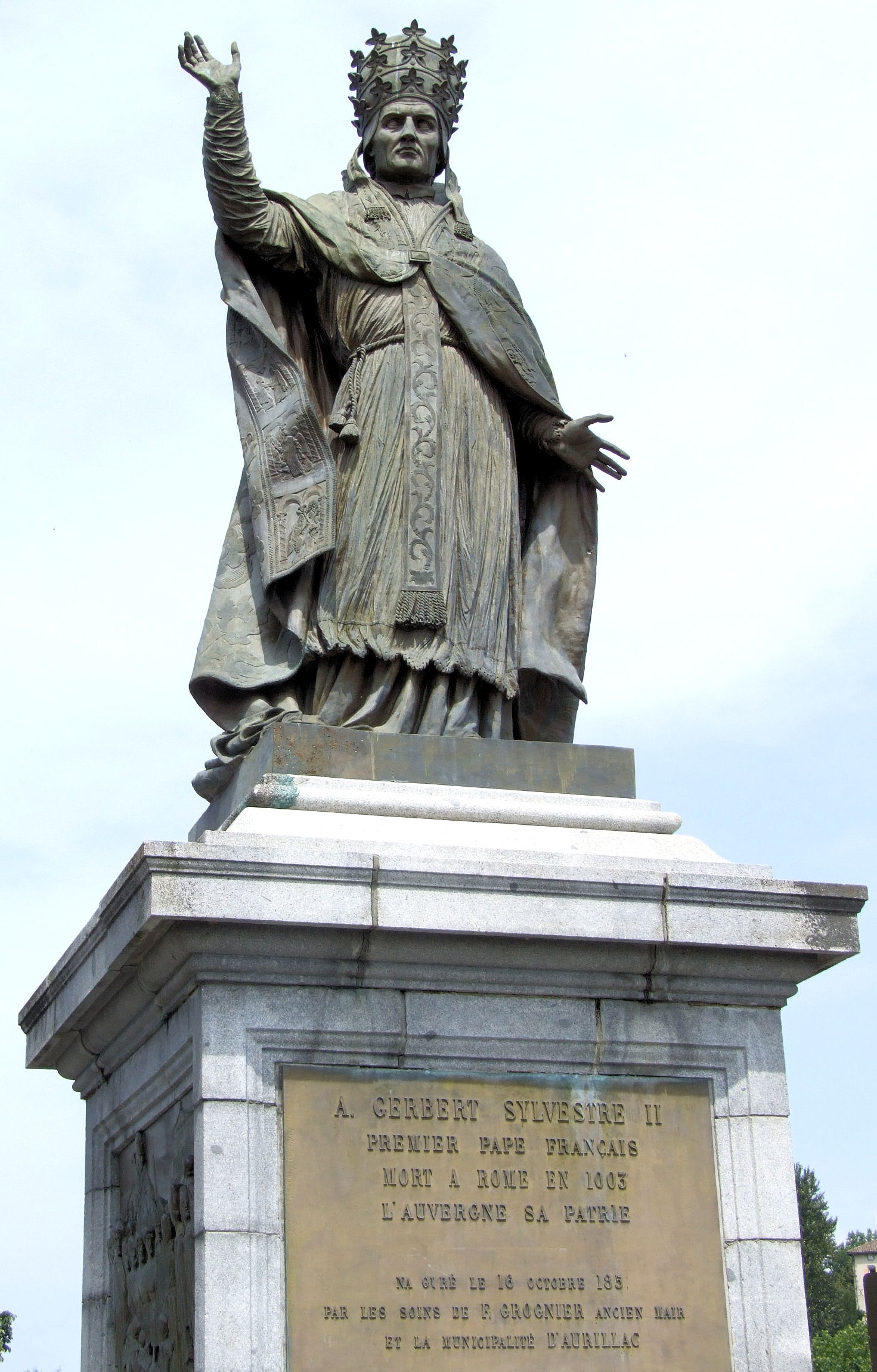
Sylvestre II, pape de l'an mil et mathématicien connu sous le nom de Gerbert d'Aurillac.
David d'Angers, bronze, 1851. Aurillac, place Gerbert,.

- Géraud d'Aurillac (855-909), comte et fondateur de l'abbaye d'Aurillac.
- Gerbert d'Aurillac (938-1003), mathématicien, précepteur d'Hugues Capet, pape de l'an mil sous le nom de Sylvestre II.
- Guillaume d'Auvergne (1190-1249), théologien, évêque de Paris, chapelain et ministre de Saint Louis.
- Jean Cinquarbres (1514-1587), orientaliste, principal du collège Fortet puis professeur d'hébreu et de syriaque au Collège royal.
- Jean-Aimar Piganiol de la Force (1673-1753), géographe.
- Étienne Lolier (1724-1804), homme politique né et décédé à Aurillac,
- Anne Emmanuel de Crussol d'Amboise (1726-1794), général, homme politique né à Aurillac, député de la noblesse aux États généraux de 1789, guillotiné en 1794.
- François Leigonyer (1740-1807), général. des armées de la République.
- Antoine Delzons (1743-1816), député.
- Pierre Hébrard (1750-1802), magistrat et homme politique, député aux États généraux en 1789.
- Hugues Croizet (1752-1831), homme politique, député du Cantal de 1815 à 1816 et de 1820 à 1830.
- Pierre-François de Saint-Martial d'Aurillac (1753-1803), homme politique, député de la noblesse aux États généraux de 1789.
- Jean-Baptiste Perret (1762-1843), homme politique, député du Cantal de 1791 à 1792.
- Antoine-Joseph Guitard (1762-1846), homme politique.
- Louis Furcy Grognier (1774-1837), directeur de l'École vétérinaire de Lyon.
- Jean-Baptiste Carrier (1756-1794), révolutionnaire républicain.
- Édouard Jean-Baptiste Milhaud (1766-1833), cousin de Carrier, révolutionnaire, commissaire aux armées, général des armées de la République et de l'Empire.
- Alexis Joseph Delzons (1775-1812), général de l'Empire.
- Charles Antoine Manhès (1777-1854), général des armées de la République et de l'Empire.
- Arsène Lacarrière-Latour (1778-1837), ingénieur, architecte, urbaniste en Louisiane.
- Jean Baptiste Veyre (1798-1876), poète occitan, Instituteur,
- Éloy Chapsal (1811-1882), peintre et directeur du musée d’Aurillac.
- Félix Esquirou de Parieu (1815-1893), avocat, ministre de l'Instruction publique, député, sénateur.
- Raymond Bastid (1826-1880), député, président du conseil général.
- Claude Sosthène Grasset d'Orcet (1828-1900), archéologue, historien.
- Paul Devès (1837-1899), avocat, maire de Béziers, sénateur, député, ministre de l'Agriculture, ministre de la Justice.
- Émile Duclaux (1840-1904), physicien, chimiste et biologiste français.
- Jules Rengade (1841-1915), médecin, romancier pour enfants, journaliste scientifique.
- Francis Charmes (1848-1916), journaliste, académicien.
- Georges Alary (1850-1928), compositeur.
- Francis Fesq (1851-1928), homme politique, maire d'Aurillac de 1881 à 1911, député du Cantal de 1910 à 1914.
- Géraud Réveilhac (1851-1937), général.
- Adrien Bastid (1853-1903), député.
- Eugène Lintilhac (1854-1920), homme politique, sénateur du Cantal de 1903 à 1920.
- Paul Doumer (1857-1932), président de la République.
- Jean de Bonnefon (1866-1928), journaliste, polygraphe.
- Pierre de Vaissière (1867-1942), archiviste paléographe, historien.
- Marie-Rose Michaud-Lapeyre (1873-1960), poétesse lamartinienne.
- Marie Marvingt (1875-1963), pilote d'avion, pionnière des évacuations sanitaires, alpiniste chevronnée, décrite[Par qui ?] comme « la femme la plus extraordinaire du siècle ».
- Robert Garric (1896-1967), homme de lettres, pédagogue.
- Georges Monnet (1898-1980), agronome, homme politique.
- Pierre Moussarie (1910-1978), poète, receveur principal des P.T.T., maire de Saint-Simon
- Denise Bastide (1916-1952), résistante déportée, députée communiste de la Loire de 1945 à 1952.
- Jacques Maziol (1918-1990), ministre de la Construction sous de Gaulle, PDG de Radio Monte Carlo.
- Bernard Tricot (1920-2000), secrétaire général de l’Élysée de 1967 à 1969, un des négociateurs des accords d'Évian avec le FLN algérien pour l'abandon de l'Algérie française.
- Albert Lévy (1923-2008), militant communiste, puis contre l'antisémitisme (MRAP).
- Alain Delcamp (né en 1946), secrétaire général du Sénat.
- Jean-Pierre Sauret (né en 1946), international de rugby à XIII.
- Roland Chassain (1947-2021), député des Bouches-du-Rhône, maire des Saintes-Maries-de-la-Mer de 1995 à 2021.
- Jean-Benoît Puech (né en 1947), écrivain.
- Jean-Yves Hugon (né en 1949), député de l'Indre.
- Jean-François Rousset (né en 1952 à Aurillac), député de l'Aveyron.
- Marc Mézard (né en 1957), physicien, le 29e directeur de l'École normale supérieure (Paris).
- Alain Calmette (né en 1957) a été maire d'Aurillac.
- Pierre Trémouille (né en 1962), rugbyman.
- Marie-Hélène Lafon (née en 1962), professeur de lettres et romancière.
- Jean-Luc Marcastel (né en 1969), professeur d'histoire-géographie et auteur, fondateur du Salon entre les Mondes.
- Olivier Magne (né en 1973), rugbyman, international.
- Sébastien Pissavy (né en 1973), fondateur du site Jeuxvideo.com.
- Assaâd Bouab (né en 1980), comédien.
- Pierre Vinclair (né en 1982), écrivain.
- Christophe Laborie (né en 1986), cycliste.
- Jean-Philippe Sol (né en 1986), joueur de volley-ball, international.
- Jean-Philippe Cassan (né en 1989), joueur de rugby à Aurillac durant toute sa carrière.
- Ulysse Malassagne (né en 1989), auteur de bande dessinée, animateur, scénariste, réalisateur et producteur.
- Esther Paslier (née en 1997), skieuse alpine.

#### Personnalités liées à Aurillac
- François Maynard (Toulouse 1582 - Aurillac 1646), poète, un des premiers membres de l'Académie française.
- François Marie Joseph Riou de Kersalaün (Morlaix 1765 - Aurillac 1811), préfet du Cantal et membre du Conseil des Cinq-Cents.
- Joseph Malègue (1876-1940). La plus grande partie de son roman de plus de 900 pages, Augustin ou Le Maître est là, se déroule principalement à Aurillac : « Le fond de tableau d' Augustin est la vie dans une préfecture de province, qui est en fait Aurillac... »[117].
- Maxime Real del Sarte[réf. nécessaire] (1848-1954) et Jean de Barrau[réf. nécessaire] ont fait leur service militaire à Aurillac.
- Marcel Grosdidier de Matons (1885-1945), professeur de géographie au lycée d'Aurillac. Auteur de Études de géographie urbaine (RHA), La Chataigneraie cantalienne.
- Maurice Chambon (1889-1915), élève au lycée d'Aurillac[118], professeur de grec. Son nom est inscrit au Panthéon dans la liste des 560 écrivains morts pour la France et sur la plaque commémorative 1914-1918 du lycée Émile Duclaux à Aurillac.
- Pierre Poujade (1920-2003), fils d'un architecte à Aurillac, à sa mort, il doit renoncer à 16 ans sa scolarité au collège Saint-Eugène.
- Pierre Wirth (écrivain) (1921-2003), professeur au lycée d'Aurillac, auteur de Aurillac, 1973, Voyage à travers la Haute-Auvergne, 1973, Le Guide du Cantal, 1994.
- Bernard Thomas-Roudeix (1942-), peintre et céramiste français (mouvement : figuratif et expressionnisme abstrait). Arrivé dès son plus jeune âge à Aurillac, il y a passé son enfance avant de « monter » à Paris à l'âge de 19 ans.
- René Souchon (1947-) a été maire d'Aurillac.
- Vendetta Mathea (1953-), chorégraphe et plasticienne franco-américaine, fondatrice du Campus chorégraphique La Manufacture.

### Héraldique
| Blason de Aurillac | Blason  | De gueules à trois coquilles d'argent, au chef d'azur chargé de trois fleurs de lis d'or. |
| Blason de Aurillac | Détails | Les trois coquilles d'argent, qui étaient à l'origine sur une seule ligne, sont traditionnellement associées au fait qu'Aurillac était un lieu d'étape du pèlerinage de Saint-Jacques-de-Compostelle en venant de Clermont-Ferrand (actuellement la via Arvernha). En réalité, ces trois coquilles sont les armes des Astorg, une famille influente d'Aurillac dont certains sont allés en croisade. Le lien avec la ville de Compostelle ne remonte qu'au XIVe siècle avec la Grande Chanson qui met en scène des pèlerins partis d'Aurillac pour Compostelle. Le chef d'azur chargé de trois fleurs de lys d'or indique les bonnes villes et date de l'époque où Aurillac avait fourni un corps de deux cents hommes d'élite au roi Charles VII pour combattre les Anglais. Officiel |
| Blason de Aurillac | Alias   | Parti d'or et de sinople, à la bordure engrêlée de l'un en l'autre. Ces armes étaient à l'origine la bannière de l'abbaye représentant un carré d'herbe, évocation d'un fait miraculeux relaté par Odon de Cluny dans la Vie de saint Géraud d'Aurillac. La couronne comtale rappelle que ce sont les armes de la région qui correspondait à l'ancien domaine du Comte Géraud, c'est-à-dire d'un territoire qui comprenait le Cantalès et le Carladès. |

### Aurillac dans la littérature
L'action du roman Les Amours Auvergnates de Charles Exbrayat se déroule à Aurillac de même que, en ordre principal Augustin ou Le Maître est là de Joseph Malègue.